# Völkermord an den Herero und Nama

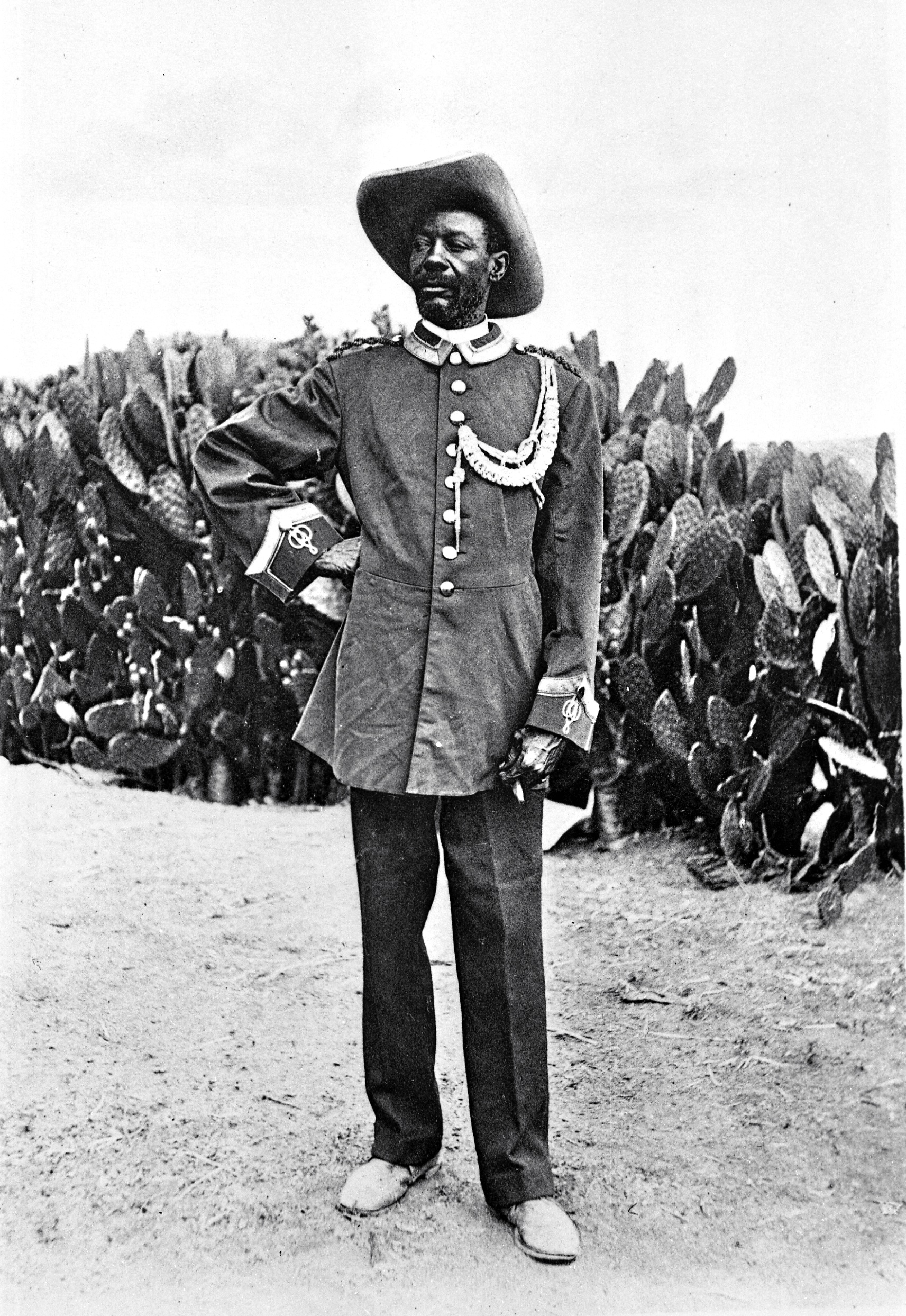
Samuel Maharero, Häuptling und Anführer der Herero

Der Völkermord an den Herero und Nama geschah während und nach der Niederschlagung von Aufständen der Herero und Nama gegen die deutsche Kolonialmacht in der Kolonie Deutsch-Südwestafrika während der Jahre 1904 bis 1908.
Der durch Existenzängste geschürte Aufstand begann im Januar 1904 mit dem Angriff der Ovaherero unter Samuel Maharero auf deutsche Einrichtungen und Farmen. Da die Schutztruppe der Kolonie dem anfangs nicht gewachsen war, entsandte die Reichsleitung daraufhin umgehend Verstärkung. Durch etwa 15.000 Mann unter dem Befehl von Generalleutnant Lothar von Trotha wurde der Aufstand der Herero bis zum August 1904 niedergeworfen.
Der größte Teil der Herero floh daraufhin in die fast wasserlose Omaheke-Wüste. Trotha ließ diese abriegeln und Flüchtlinge von den wenigen dort existenten Wasserstellen verjagen, so dass Tausende Herero mitsamt ihren Familien und Rinderherden verdursteten. Trotha ließ ihnen im sogenannten Vernichtungsbefehl mitteilen: „Die Herero sind nicht mehr Deutsche Untertanen. […] Innerhalb der Deutschen Grenze wird jeder Herero mit oder ohne Gewehr, mit oder ohne Vieh erschossen, ich nehme keine Weiber und keine Kinder mehr auf, treibe sie zu ihrem Volke zurück oder lasse auch auf sie schießen.“
Die Kriegsführung Trothas zielte auf die vollständige Vernichtung der Herero ab („Ich glaube, dass die Nation als solche vernichtet werden muß“); sein Vorgehen gilt in der Wissenschaft als erster Völkermord des 20. Jahrhunderts.
Trotha wurde darin vom Chef des Generalstabs Alfred Graf von Schlieffen („Der entbrannte Rassenkampf ist nur durch Vernichtung [...] der einen Partei abzuschliessen“) und Kaiser Wilhelm II. unterstützt.
Angesichts der Vorfälle erhoben sich im Oktober 1904 die Nama unter ihren Kapteinen Hendrik Witbooi und Jakob Morenga. Von der Kriegsführung gegen die Herero lernend, vermieden die Nama eine offene Schlacht gegen die deutsche Besatzung und begannen einen Guerillakrieg. Durch den Tod Witboois, Morengas und weiterer Anführer demoralisiert, fügten sich schließlich fast alle Nama-Gruppen den deutschen Unterwerfungsverträgen, so dass der Krieg am 31. März 1907 für beendet erklärt wurde. Doch damit war die koloniale Vernichtungspolitik nicht beendet. Im Anschluss an die Kampfhandlungen wurden die Herero und Nama in Konzentrationslagern interniert, in denen annähernd jeder zweite Insasse starb. Von dem um 1904 auf rund 60.000 bis 80.000 Personen geschätzten Hererovolk lebten 1911 geschätzt nur noch 20.000 Personen. Der Völkermord in Deutsch-Südwestafrika hatte also 40.000 bis 60.000 Herero sowie etwa 10.000 Nama das Leben gekostet.
Die Herero gedenken der Opfer alljährlich durch den Hererotag und die Witboois mit dem bei Gibeon abgehaltenen Heroes’ Day. Sie bemühen sich seit Jahrzehnten um die offizielle Anerkennung durch die Vereinten Nationen als Opfer eines Genozids. Die deutsche Bundesregierung nahm zur Bewertung des Ereignisses lange keine Stellung und wies noch im August 2012 eine etwaige Verantwortung für einen Völkermord von sich. Am 10. Juli 2015 wurden die Ereignisse vom deutschen Auswärtigen Amt erstmals als Völkermord bezeichnet.

## Vorgeschichte
Nach einer Dürre ab 1830 waren die Nama von dem nach neuem Weideland suchenden, nomadisierenden Hirtenvolk der Herero gewaltsam bedrängt worden. Mit Hilfe der neuzeitlich bewaffneten Orlam-Afrikaner unter deren Kaptein Jonker Afrikaner hatten die Nama ihre Stammesgebiete sichern können und waren mit ihren Verbündeten nach Norden gezogen. Es begann nun zwischen den Nama und den Herero ein Jahrzehnte anhaltender Raub- und Verteidigungskrieg. Jonker und seine Orlam-Afrikaner stießen bis in das zentrale Stammesgebiet der Herero bei Okahandja vor und töteten dort um 1850 in ihrem Vernichtungskampf eine große Zahl an Herero. Das Ende des Vormarsches der Orlam-Afrikaner und der Nama wurde in drei Schlachten 1863 und 1864 in Otjimbingwe besiegelt. Dort gelang es den Herero mit Hilfe des schwedischen Abenteurers Karl Johan Andersson, der aus Herero-Kriegern eine Armee formiert und sie mit modernen Feuerwaffen und zwei Feldgeschützen ausgerüstet hatte, ihre Gegner entscheidend zu schlagen.
Nach einer zehnjährigen Friedenspause begannen die landesweiten Angriffe und Plünderungen durch die Nama unter ihrem Kaptein Hendrik Witbooi erneut. Auch der inzwischen stationierten zahlenmäßig unterlegenen deutschen Schutztruppe gelang es nicht, die Herero zu schützen und den Kampf der Nama zu beenden, weshalb die Herero aus Protest für kurze Zeit ihre Schutzverträge mit den Deutschen wieder aufkündigten. Erst als die Schutztruppe mehrfach verstärkt worden war, gelang es dem kommandierenden Major, Theodor Leutwein, 1894 die Nama zu unterwerfen. In der Folge entwickelte sich zwischen dem von den Deutschen zum Kaptein der Ovaherero gemachten Samuel Maharero und Leutwein eine Freundschaft.

## Gründe des Aufstands

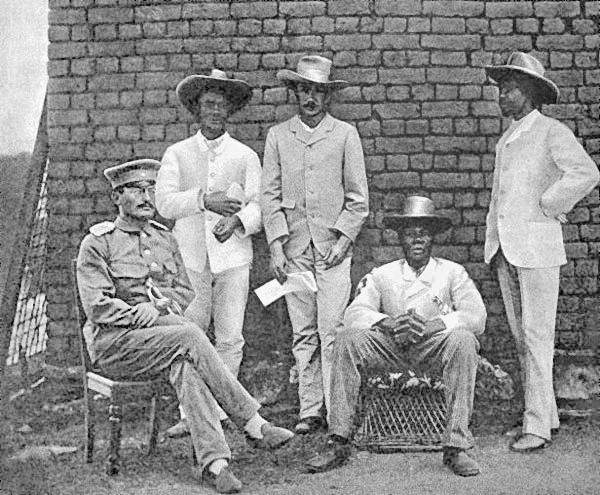
Theodor Leutwein (links sitzend), Zacharias Zeraua (2. von links) und Manasse Tyiseseta (sitzend, 4. von links), 1895

Zwei Gründe waren es, die den Aufstand motivierten: Zum einen beanspruchten die deutschen Siedler immer größere Teile des Landes für sich, zum anderen litten die Herero und Nama unter dem rassistischen Verhalten der Siedler und der Organe der Kolonialverwaltung.
Ihren Lebensunterhalt erwirtschafteten die Herero traditionell mit der Rinderzucht. Als es 1897 zu einer Rinderpest kam, wurden die Herden der Herero stark dezimiert. Die zunehmende Aneignung des Landes, insbesondere wertvoller Weidegründe, und Betrügereien, durch die die deutschen Siedler sich in den Besitz der Rinder bringen wollten, führten zu empfindlichen Einbußen der Herero nicht nur in wirtschaftlicher, sondern auch in kultureller Hinsicht.
Durch die folgende Verarmung waren viele Herero gezwungen, Lohnarbeit auf deutschen Farmen anzunehmen. Herero, die noch Vieh besaßen, gerieten immer öfter in Konflikte, wenn sie ihr Vieh auf nunmehr von Siedlern beanspruchtem Land weiden ließen. Dies zog den Zorn der Siedler nach sich, welche die Hirten vielfach gewaltsam vertreiben ließen.
Seit der Legislaturperiode 1893/1894 hatte sich der Reichstag mit der Grund- und Bodenfrage der Herero und Nama im deutschen „Schutzgebiet“ befasst. 1897 wurde unter Mitwirkung der Rheinischen Mission ein für die Nama zu reservierendes Territorium in einer Größe von 120.000 Hektar vertraglich geregelt.
Neben dem existenzbedrohenden Verlust immer größerer Weidegebiete war es die rassistische Diskriminierung der Herero, die als Auslöser für den Aufstand wirkte. So förderte die bis zum Verbot 1902 lange Jahre geübte Kreditvergabepraxis der deutschen Kaufleute den Unmut der Herero, wobei die Kaptein für die Schulden ihrer Stammesmitglieder aufkommen sollten.
Im Juli 1900 sprachen sich 75 Bürger der südwestafrikanischen Stadt Windhuk in einer Eingabe an die Kolonialabteilung des Auswärtigen Amtes gegen die Abschaffung der Prügelstrafe mit den Worten aus: „Für Milde und Nachsicht hat der Eingeborene auf die Dauer kein Verständnis: er sieht nur Schwäche darin und wird infolgedessen anmaßend und frech gegen den Weißen, dem er doch nun einmal gehorchen lernen muss, denn er steht geistig und moralisch doch so tief unter ihm.“ Unter anderem mit Lattenstöcken und Rhinozerospeitschen wurden die oft nackt über ein Bierfass gebundenen Opfer so lange misshandelt, bis sie schwere Verletzungen davontrugen. Der Kolonialbeamte Wilhelm Vallentin fasste seinen Eindruck in die Worte „Ein rohes, gehacktes Beefsteak ist nichts dagegen!“.
Weitere schwere Vergehen waren Vergewaltigung und Mord, deren sich Siedler gegenüber Herero schuldig machten. Dass diese Fälle vielfach nicht oder nur milde bestraft wurden, verstärkte die Spannungen weiter.

## Aufstand der Herero

### Beginn des Aufstands
Der deutschen Schutzmacht war sehr daran gelegen, den unkontrollierten Zuwachs von Waffen im Land zu unterbinden und die Kampfkraft der Stämme zu vermindern. Dies stieß aber auf den entschlossenen Widerstand der Betroffenen, welche sich auf diese Art nicht in das deutsche Ordnungssystem einbinden lassen wollten.
So entwickelte sich aus dem Zähl- und Registrierungsvorhaben der Kolonialverwaltung bei den Bondelswart-Nama in Warmbad im Oktober 1903 eine wenig geplante, aber dennoch heftige militärische Auseinandersetzung, die sich bis über das Jahresende hinzog und erst nach Einsatz von Verstärkungstruppen aus dem Norden des Landes am 27. Januar 1904 mit einem Sieg der Deutschen beendet werden konnte.
Dadurch aber war das Zentrum des Landes ohne ausreichende militärische Bedeckung, was es der Verwaltung in Windhuk unmöglich machte, auf die Anfänge des von Okahandja im Landesinneren ausgehenden Herero-Aufstandes vom Januar 1904 angemessen zu reagieren.
Unmittelbar vor dem Aufstand sammelten sich die Herero in der Region Waterberg, offiziell wegen anhaltender Erbschaftsstreitigkeiten um den Tod des bedeutenden Waterberg-Hererokapitäns Kaonjonia Kambazembi (1843–1903), wobei den Deutschen auffiel, dass die Herero in den letzten Wochen vor dem Aufstand verstärkt Vorräte und anderes aufkauften.
Am 11. oder um den 20. Januar 1904 verabschiedete Samuel Maharero in Osona den Befehl zum Aufstand, mit folgender Resolution als Zusatz:

„An alle Großleute meines Landes. Ich bin Samuel Maharero, Oberhäuptling der Herero. Ich habe einen Befehl an all meine Leute angefertigt, dass sie nicht weiter ihre Hände legen sollen an folgende: Engländer, Bastards, Bergdamara, Nama, Buren. Alle diese rühren wir nicht an. Tut dies nicht! Ich habe einen Eid geschworen, dass dieser Beschluss nicht bekannt werden darf, auch nicht den Missionaren.“

Jan Bart Gewald zweifelt die Datierung des Maharero-Briefes auf den 11. Januar an und hält den 20. Januar auf Grund des Gesamtzusammenhanges für wahrscheinlicher.
Häuptling Daniel Kariko sagte eidesstattlich aus, dass die Hererogroßleute auch vereinbarten, alle deutschen Frauen und Kinder sowie Missionare und ihre Familien zu verschonen.
Die Verschonungsbefehle Mahareros und der Großleute wurden bis auf wenige Ausnahmen beachtet und Frauen und Kinder, die aufgegriffen wurden, zu deutschen Siedlungen geleitet. Dort waren sie willkommene (weil einzig präzise) Informationsquellen für den deutschen Stab. Die deutschen Männer wurden allerdings unterschiedslos getötet.

### Taktik der Herero
Rund 8000 Herero standen einer anfänglich nur gut 2000 Mann starken Schutztruppe gegenüber. In ihren Planungen hatten die Aufständischen jedoch die Fähigkeit des Deutschen Reiches unterschätzt, große Truppenkontingente in nur kurzer Zeit nach Afrika zu verlegen. Nachdem dies klar wurde, gab es für die Herero nur die Möglichkeit, die Deutschen zu besiegen, bevor weiterer Nachschub eintreffen konnte.

### Truppenzahlen

Reiter der Schutztruppe beim Gewehrreinigen in Swakopmund, vor 1910

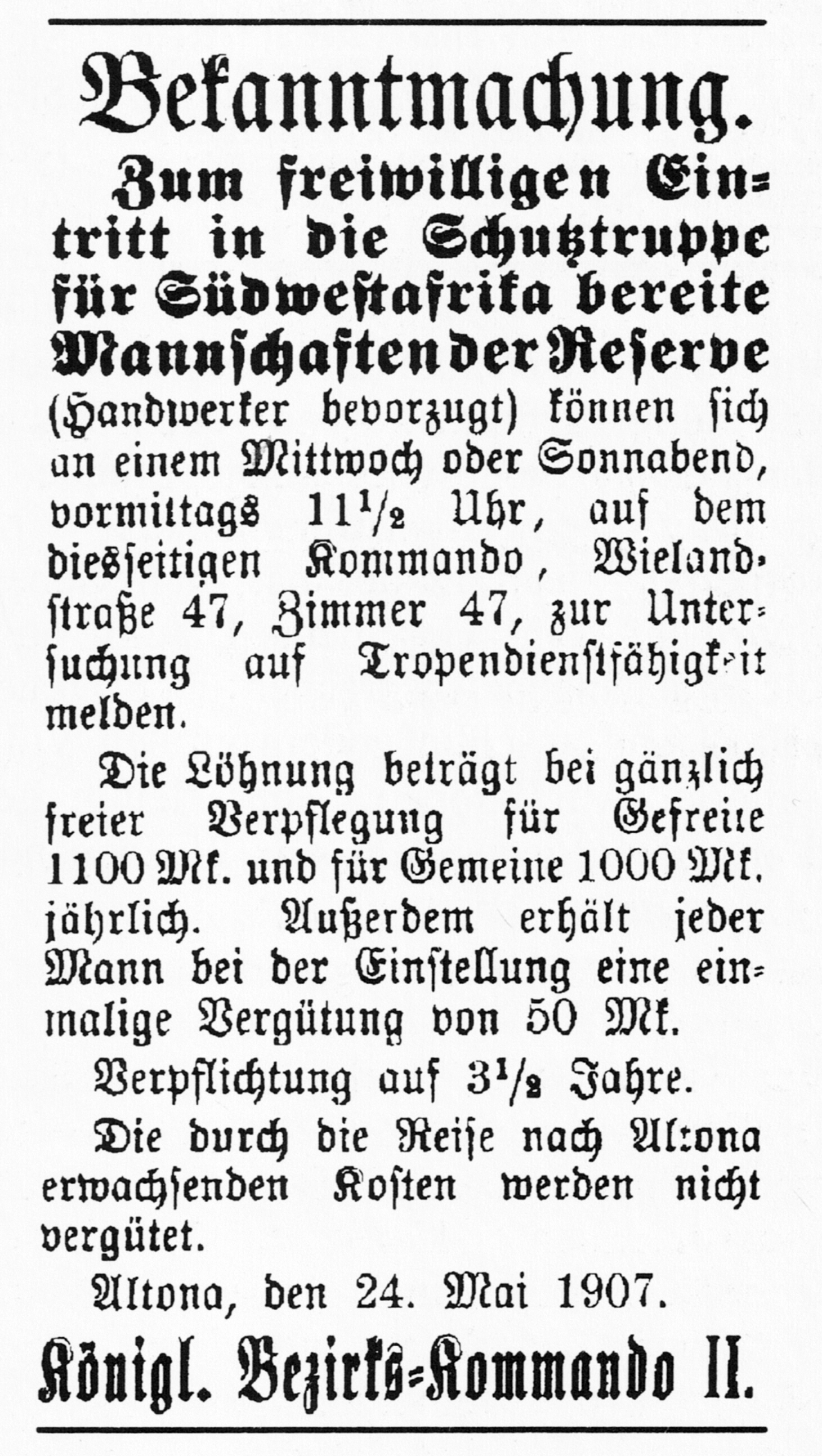
Aufruf zum freiwilligen Eintritt in die deutsche Schutztruppe

Am 17. Januar erging der Befehl zur Mobilmachung eines Marine-Expeditionskorps. Dies wurde aufgestellt aus:
- einem Marine-Infanteriebataillon
  - vier Kompanien
- einer Maschinenkanonenabteilung
- einer Sanitätskolonne
- dem Proviant- und Materialdepot

Deren Gesamtstärke betrug 30 Offiziere, 648 Unteroffiziere und Seesoldaten sowie 25 Pferde.
Zur Verstärkung der Schutztruppe wurde ferner die Aufstellung von 22 Offizieren und 516 Mann durchgeführt. Im Gegensatz zu den mobilgemachten Marinetruppen bestanden die Verstärkungen für die Schutztruppe aus sich freiwillig für den Dienst im Schutzgebiet meldenden tropendienstfähigen Offizieren der gesamten deutschen Armee. Die Art und Weise der Aufstellung wurde als die zweckentsprechendste auch für alle späteren Verstärkungen und Neuaufstellungen beibehalten.
Verstärkung aus der Kolonie selbst erhielt die Schutztruppe durch 1141 Reservisten, Angehörige der Landwehr, Landsturmpflichtige und einige Freiwillige. Des Weiteren konnten noch die einheimischen Baster, Witboois und Bethanien-Nama zur Unterstützung bewogen werden.
Das nach Schätzung des Missionars Johann Jakob Irle kurz vor dem Krieg knapp 80.000 Menschen zählende Volk der Herero konnte etwa 5000 bis 7000 Krieger ins Feld führen. Die erfolgreiche Verteidigung aller größeren Stationen wie Okahandja und Omaruru und deren Entsetzung aus eigener Kraft war daher für die Deutschen von entscheidender Bedeutung.
Der deutsche Gouverneur Theodor Leutwein, der bis zu seiner Ablösung durch Generalleutnant von Trotha im Juli 1904 auch Kommandeur der Schutztruppe war, war sich der begrenzten eigenen Möglichkeiten und der Schwierigkeiten für die deutschen Truppen in dem nahezu unerschlossenen Land bewusst. Leutwein plante eine möglichst politische Lösung des Konflikts.

### Verlauf des Aufstands bis zur Niederlage der Herero

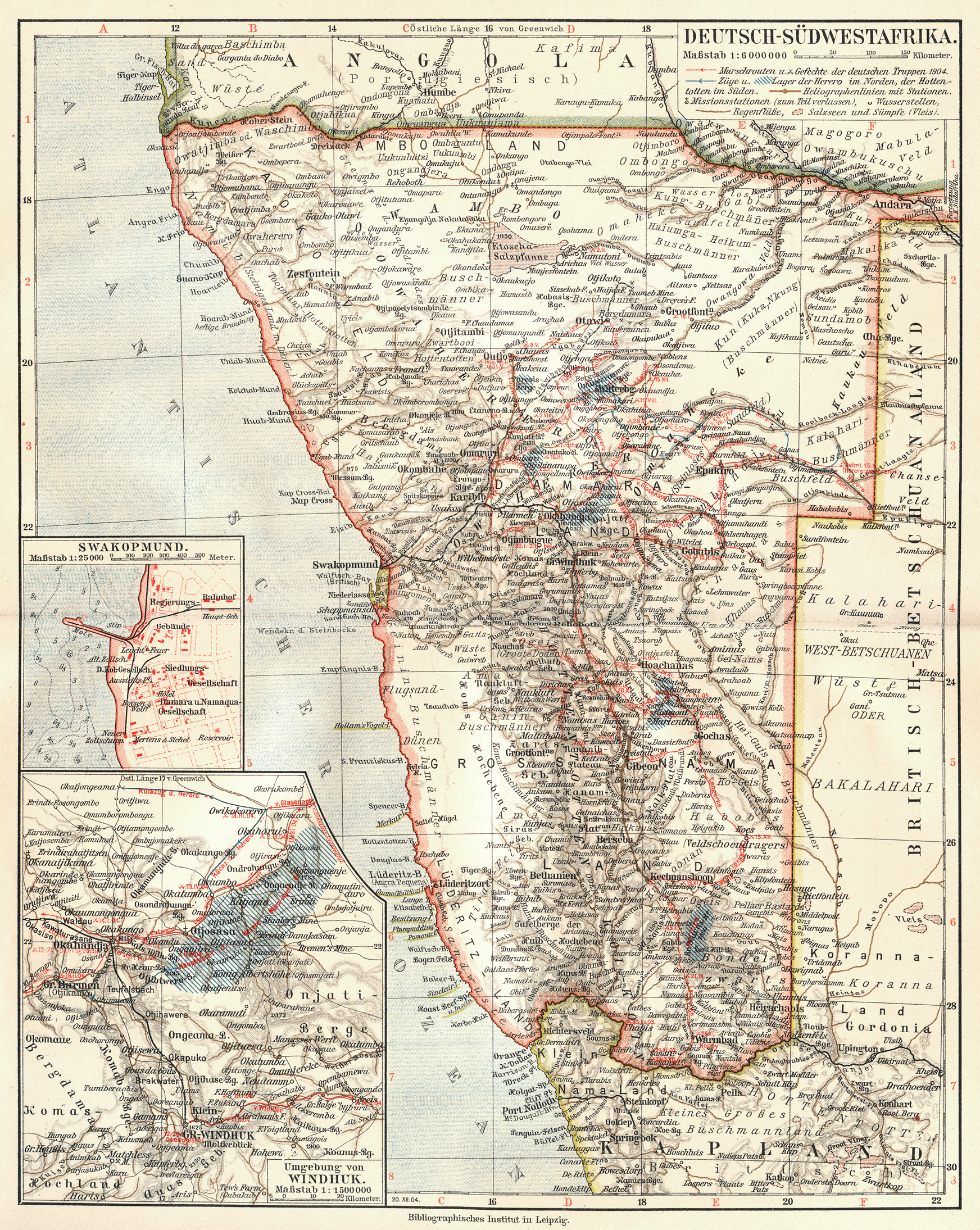
Karte der militärischen Aktionen und Lager der Aufständischen von 1904

#### Januar 1904

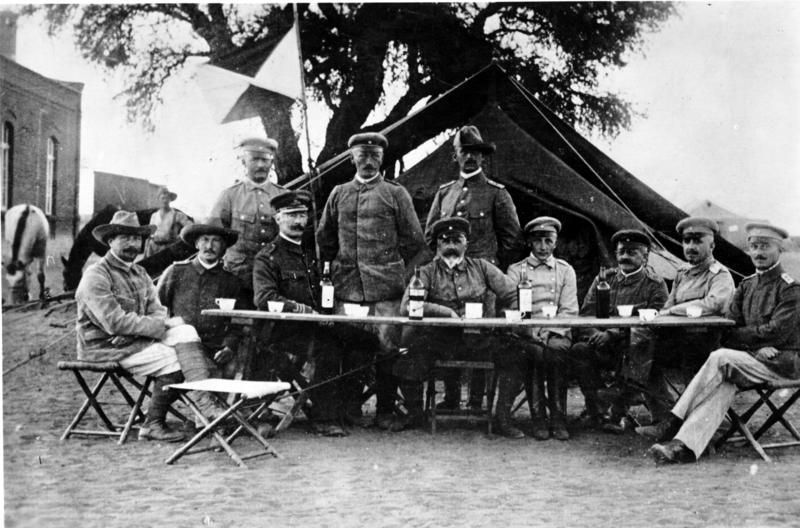
Das Hauptquartier in Keetmanshoop 1904
sitzend von links: Hauptmann von Lettow-Vorbeck, Hauptmann Bayer,
Oberst Trench (brit. Verbindungsoffizier),
Generalleutnant von Trotha;
stehend ganz links: Oberleutnant von Trotha.

Optimistische deutsche Meldungen sprachen anfangs von einer lokalen Erhebung der Hererobevölkerung. Doch dagegen sprach der oben aufgeführte Befehl von Samuel Maharero an alle Hereroführer. Bereits am 12. Januar 1904 umzingelten sie unter seinem Oberbefehl Okahandja, zerstörten die Eisenbahnbrücke bei Osona (Bahnstrecke Swakopmund–Windhoek) und kappten die wichtige Telegraphenverbindung in die Landeshauptstadt Windhuk.
Im Laufe der kommenden Tage versuchte Samuel Maharero, die Baster unter Kaptein Hermanus van Wyk und die Nama unter Kaptein Witbooi in den Kampf einzubeziehen. Er schrieb aus diesem Grund zwei Briefe an Witbooi, die diesen jedoch nie erreichten. Van Wyk weigerte sich indes, Maharero zu unterstützen, und übergab die an Hendrik Witbooi adressierten Briefe den Deutschen.
Es wurde von Seiten der Deutschen spekuliert, ob die ganz im Norden Südwestafrikas siedelnden Ovambo ebenfalls gebeten worden waren, in den Aufstand einzugreifen.

„Boten sollen nach Aussage der finnischen Missionare dringende Aufforderungen der Hererokapitäne an die Häuptlinge des ihnen verwandten Volkes überbracht haben.“

Doch nur ein einziger Stamm nördlich der Etoscha-Salzpfanne wagte mit rund 500 gut bewaffneten Kriegern am 28. Januar den Angriff auf das deutsche Fort Namutoni, das nur eine Notbesatzung von sieben Mann hatte, da die dort liegende Einheit bereits Richtung Süden zu den aufständischen Herero abgezogen war. Nachdem sich die eingeschlossenen Deutschen ohne Verluste verteidigt hatten und rund 60 Angreifer tot waren, zogen sich die Ovambo zurück.
Erste Opfer des Krieges waren deutsche Siedler. Die Herero brannten deren Höfe nieder und töteten zumeist die Männer. Den Kriegern kam zugute, dass sich der Hauptteil der deutschen Schutztruppe und Gouverneur Leutwein im Süden befanden, um einen lokalen Aufstand der Bondelzwart niederzuschlagen. Dadurch befanden sich nur schwache deutsche Kräfte im Kampfgebiet.

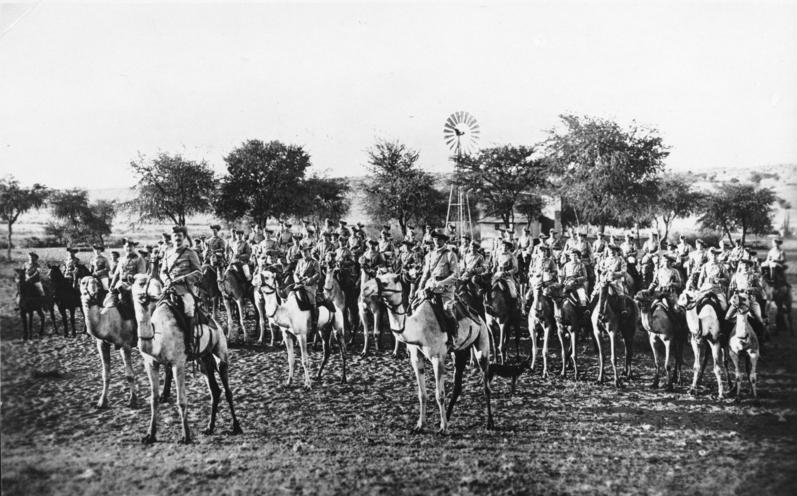
Kamelreiterkompanie der deutschen Schutztruppe während des Herero-Aufstands, 1904

Neben Angriffen auf Farmen wurden die ersten Schläge der Herero gegen Depots, Eisenbahnlinien und Handelsstationen geführt. Dabei kamen rund 140 Deutsche und sieben Buren ums Leben. An fast allen Orten wurde den deutschen Frauen und Kindern freies Geleit zur nächsten Schutzstation gewährt. Trotz zahlenmäßiger Unterlegenheit der Deutschen – im Aufstandsgebiet lagen nur zwei Ersatzkompanien – gelang es ihnen, die Städte und letztendlich auch die Telegraphenlinie zu halten.

Der beim Herero-Aufstand zerstörte Bahnhof von Waldau, vor 1910

Strategisch wichtig für die Deutschen in dieser ersten Kriegsphase war ein schon am 12. Januar aus Swakopmund abgefahrener improvisierter Panzerzug unter dem Befehl des Kommandanten der Swakopmunder Garnison, Leutnant Theodor Kurt Hartwig von Zülow, der die Trupps sichern konnte, welche die an mehreren Stellen von den Herero unterbrochene Schmalspurbahnstrecke nach Okahandja reparierten. Ziel war, den Belagerungsring um Okahandja zu durchbrechen. Erst dieser Panzerzug würde wieder eine rasche Truppenverschiebung gewährleisten. Am Abend des 13. Januar erreichte der Zug Waldau, hinter Wilhelmstal und 22 Kilometer vor Okahandja, wo es in der Nacht zu ersten Kampfhandlungen kam. In Waldau lagerten auch 500 Meter Schienenbaumaterial, das zu ersten Ausbesserungsarbeiten herangezogen wurde.
Das 1879 gebaute S.M.S. Habicht, Typschiff der gleichnamigen Klasse von Kanonenbooten der Kaiserlichen Marine, lag seit dem 10. Januar aufgrund seiner jährlichen Instandsetzungsarbeiten in Kapstadt vor Anker. Am 12. Januar 1904 traf auf der Habicht eine telegraphische Meldung ein:

„Okahandja belagert. Eisenbahn-Telegraphenunterbrechung. Erbitten, gemäß militärischen Auftrages, schleunigst Kriegsschiff Habicht.“

Der sogleich von Berlin erbetene Befehl zur Abfahrt nach Swakopmund traf am 14. Januar vormittags gegen 11 Uhr ein; am Abend desselben Tages lief das Schiff aus.

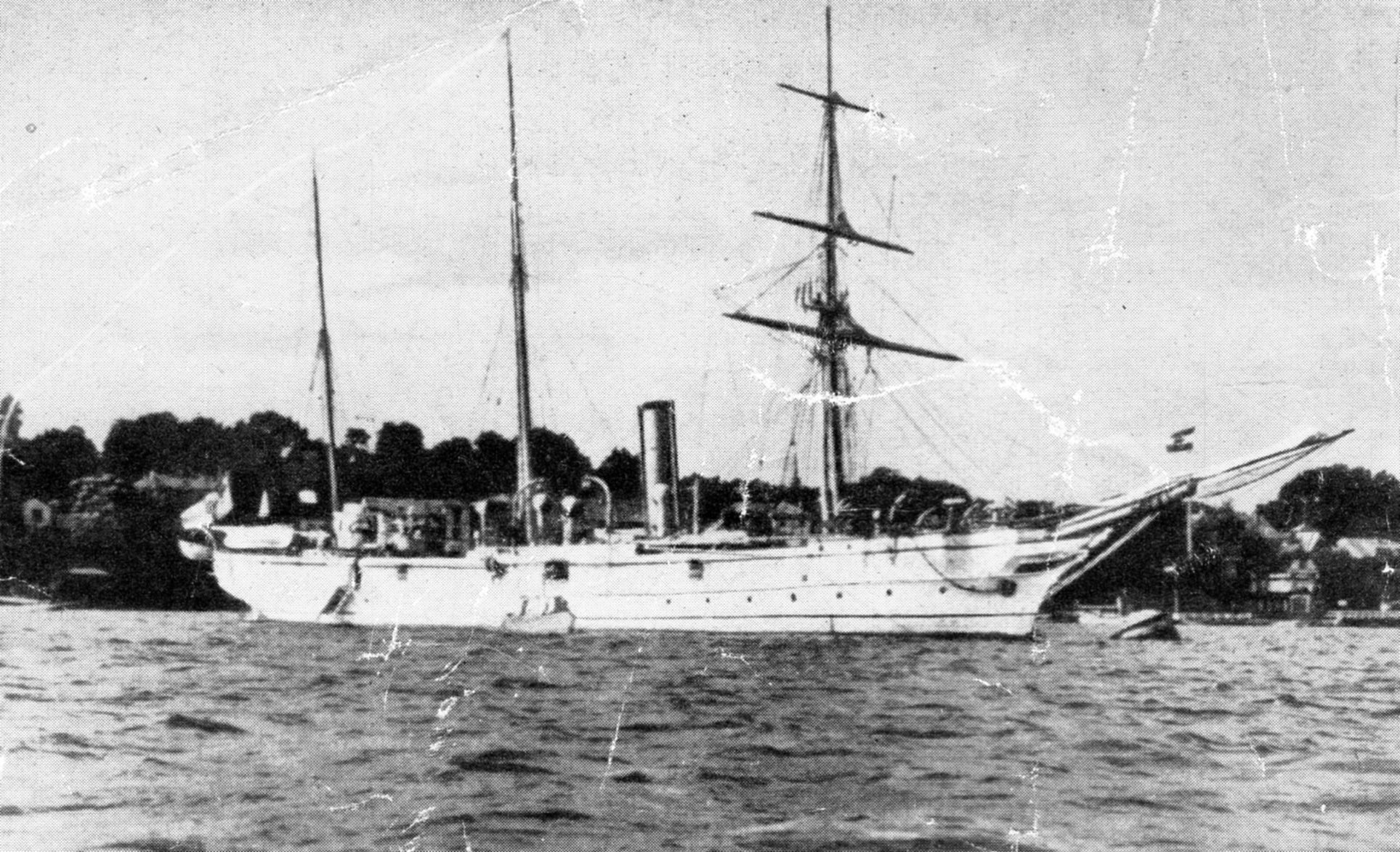
Die Habicht wurde 1904 im Aufstand der Herero und Nama eingesetzt.

Unmittelbar nach der Landung in Swakopmund am 18. Januar gab der amtierende Platzkommandant, Bezirksamtmann Viktor Fuchs, an Bord einen Bericht ab: Am 12. Januar hätten sich alle Hererostämme – mit Ausnahme der Otjimbinguer – erhoben, hätten Farmer getötet und sich deren Viehs bemächtigt. Windhuk, Okahandja, Omaruru hätten sie eingeschlossen, die Bahnlinie von Okahandja bedroht, Karibib und die Verbindung mit Swakopmund gestört. Hieraufhin sei Leutnant von Zülow mit sämtlichen dienstfähigen Mannschaften – Reserven und Landwehr, zusammen 60 Mann – von Swakopmund abgerückt, habe seine Truppe in Karibib durch Einziehen aller Wehrfähigen auf 110 Mann gebracht und diesen Ort, unter Mitnahme von Proviant für drei Tage, zum Entsatz Okahandjas verlassen. Leutnant von Zülows letzte Nachricht sei die Meldung von seinem Eintreffen in Okasise am 13. Januar. Zur Verstärkung Karibibs sei noch ein rund 20-köpfiger Trupp unter Baumeister Laubschat hinaufgesandt worden. Die Verbindung mit Karibib sei noch sichergestellt; die Lage dort werde aber mit jedem Tage bedrohlicher. Die Herero hätten bereits mehrere Patrouillen abgeschossen, und die schwache Besatzung sei kaum imstande, den Ort für den Fall eines Angriffs zu halten. Auch aus dem Süden fehle jede Nachricht, es gebe nur Gerüchte, die 2. Feldkompanie unter Hauptmann Victor Franke sei auf dem Rückmarsch nach Windhuk. Auch mit dem Norden, wo Hauptmann Kliefoth (gefallen am 17. Dezember 1905) mit der 4. Kompanie in Outjo stationiert war, fehle jegliche Verbindung.
Den Oberbefehl über die Kolonie übernahm jetzt, an Stelle des abwesenden Gouverneurs, Korvettenkapitän Hans Gudewill. Sofort wurde die Ausschiffung des Landungskorps in Stärke von zwei Offizieren, einem Arzt und 52 Mann befohlen. Der Führer, Kapitänleutnant Hans Gygas, 1. Offizier der „Habicht“, erhielt Befehl, nach Karibib zu marschieren und diesen Ort zu sichern, die Verbindung mit Swakopmund unter allen Umständen aufrechtzuerhalten, weitere Unternehmungen jedoch, wenn nicht dringend geboten, in Anbetracht der geringen Stärke des Landungskorps zu unterlassen. Der Befehlshaber der in Karibib stationierten Truppen, Oberleutnant Kuhn, hatte den Stadtplatz eilig verbarrikadieren lassen. Das Eintreffen des Marinekorps beruhigte die verängstigte weiße Bevölkerung.
Wie undurchsichtig und verwirrend die Lage aufgrund der damals schwierigen Kommunikation war, zeigt die Tatsache, dass der Platzkommandant in Swakopmund am 18. Januar immer noch nicht wusste, dass Hauptmann Helmuth Gustav Heinrich Kliefoth mit der 4. Kompanie nach einem heliographischen Befehl aus Windhuk bereits am 9. Januar mit seinen 50 Mann und einem Geschütz aus Outjo abgerückt war und die zu Outjo gehörenden Lichtsignalstationen Etaneno und Okowakuatjivi befehlsgemäß bereits am selben Tag geräumt worden waren, da mit deren erfolgreicher Verteidigung nicht zu rechnen war. So konnte natürlich am 18. Januar keine heliographische Anfrage mehr aus Swakopmund nach Outjo gelangen, wobei am gleichen Tag ein genauer telegraphisch gesendeter Bericht von Hauptmann Kliefoths Marsch in Deutschland veröffentlicht wurde.
Am 14. Januar wurden die Postämter von Waldau und Waterberg von den Herero zerstört. Gewalt brach auch in Omarasa, nördlich vom Waterberg, aus. Der Militärposten Waterberg wurde erobert. Auf den Panzerzug hatten diese Gefechte keinen Einfluss; er rollte weiter Richtung Okahandja. Dieser Vormarsch auf Schienen war ein erster Schritt zur Stabilisierung der deutschen Truppen, doch für entscheidende Vorstöße benötigten sie Nachschub. Dazu wurde der am weitesten nördlich bei Gibeon stehenden 2. Feldkompanie unter Hauptmann Franke Order erteilt, nach Norden abzurücken. Leutwein übergab Franke, da er selbst erst den Aufstand der Bondelzwaart niederschlagen musste, für die Zeit seiner Abwesenheit das Kommando. Die 380 Kilometer nach Windhuk, wo der nächste Schlag der Herero erwartet wurde, konnte Franke in fünf Tagen zurücklegen.
Am 15. Januar wurde Hauptmann Kurt Streitwolf in ein Gefecht in Oparakane verwickelt und Leutnant von Zülow erreichte, nachdem das teilweise zerstörte Bahngleis zwischen Waldau und Okahandja notdürftig geflickt worden war, mit seinem Panzerzug Okahandja.
Am 16. Januar begann die Belagerung von Gobabis, und eine deutsche Kompanie aus Outjo geriet in Okanjande, nahe dem heutigen Otjiwarongo, in einen Hinterhalt.
Franke hatte sich nicht lange in Windhuk aufgehalten, sondern war nach Okahandja gezogen, wo er, gemeinsam mit dem Panzerzug, die Herero aufhielt und sie in den Kaiser-Wilhelm-Bergen in einem Gefecht schlug. Damit war Okahandja am 27. Januar wieder in deutscher Hand. Weiter nach Norden marschierend, konnte Franke auch die Städte Karibib und das belagerte Omaruru am 4. Februar entsetzen. Fast alle Geländegewinne der Herero waren somit zunichtegemacht, und die Bahnlinie war wieder offen.
Die Nachricht vom Aufstand war zwischenzeitlich in Deutschland eingetroffen. Die Reichsregierung befahl, Marineinfanterieeinheiten in Marsch zu setzen, die in einer Stärke von zwei Seebataillonen (500 Mann) am 21. Januar eingeschifft wurden. Zur selben Zeit wurde eine Freiwilligentruppe aus Angehörigen des Heeres aufgestellt. Die dafür benötigten Gelder wurden im Deutschen Reichstag nach eingehender und kontroverser Debatte, bei Stimmenthaltung der SPD, bewilligt.

#### Februar 1904

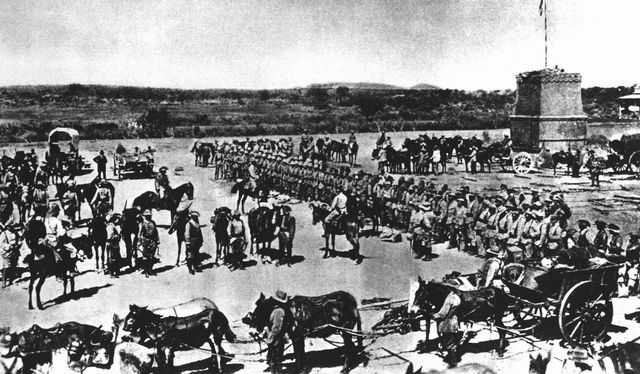
Einsegnung der 2. Marine-Feldkompanie

Am 12. Februar traf Leutwein aus dem Süden kommend ein und übernahm das Oberkommando. Samuel Maharero hatte in der Zwischenzeit um Waffenhilfe beim Nama-Kapitän Hendrik Witbooi ersucht; diesen erreichten Mahareros Briefe jedoch nicht. Die Nama kämpften so noch bis zum September 1904 auf deutscher Seite. Außerdem hatte Maharero Schwierigkeiten, die eigenen Truppen, bei denen auch die Frauen und Kinder waren, zu verpflegen und zu führen.
Die Verhandlungen, die Leutwein im Folgenden wie einst mit Witbooi nun auch mit Maharero führte, sah Berlin als Zeichen der Schwäche des Gouverneurs. Auch kamen sie zu keinem Ergebnis. Doch Leutwein wusste nun, wo sich der Hererohäuptling aufhielt.
Für das kommende Vorgehen wurden die Kampfverbände der Deutschen in drei Abteilungen gegliedert:
1. Westabteilung unter Major Ludwig von Estorff (1859–1943) (2. und 4. Feldkompanie, eine Kompanie des Seebataillons, einige Geschütze verschiedenen Kalibers).
Ihr Ziel: Befriedung des Distrikts Omaruru
2. Hauptabteilung unter Gouverneur Leutwein (eine Kompanie des Seebataillons, 2 Maschinenkanonen, 500 Mann Freiwilligentruppe, welche in die 5., 6., 7. Kompanie sowie eine Feldbatterie eingeteilt wurden).
Ihr Ziel:
Bis zur endgültigen Formierung, die frühestens nach einem Monat erwartet wurde: Halten von Okahandja, Verunsicherung des Gegners
Nach der Formierung: Auskundschaften der feindlichen Hauptstreitmacht und anschließender Angriff
3. Ostabteilung unter Major Franz Georg von Glasenapp (Kompanie von Winkler, Kompanie Eggers, zwei Kompanien des Seebataillons, einige Geschütze verschiedenen Kalibers).
Ihr Ziel: Befriedung des Distrikts Gobabis, Abschotten der Ostgrenze, um eine Flucht der Herero zu verhindern

Die rund 100 Mann starke Westabteilung marschierte von Omaruru aus Richtung Otjihanamaparero-Berg und erreichte ihn am 25. Februar. Dort hatten sich bereits rund 1000 Herero um ein Wasserloch verschanzt. Ihre Stellung war sehr gut gewählt und konnte von Deutschen nur sehr schlecht angegriffen werden. Da ein Frontalangriff für Major von Estorff ausschied, versuchte er die Flanken des Gegners „aufzurollen“. Dies gelang aber erst, nachdem Teile des rechten Flügels (2. Feldkompanie) dem linken (4. Feldkompanie) beistanden. Nach neun Stunden Kampf konnten die Deutschen das Wasserloch in Besitz nehmen, und der geschlagene Hereroverband zog sich in Richtung Waterberg zurück.
Nach dem Kampf marschierte die Westabteilung nach Okahandja, um sich mit der Hauptabteilung zu vereinigen. Am 24. März erreichte sie die Stadt und wurde in Leutweins Abteilung eingegliedert.

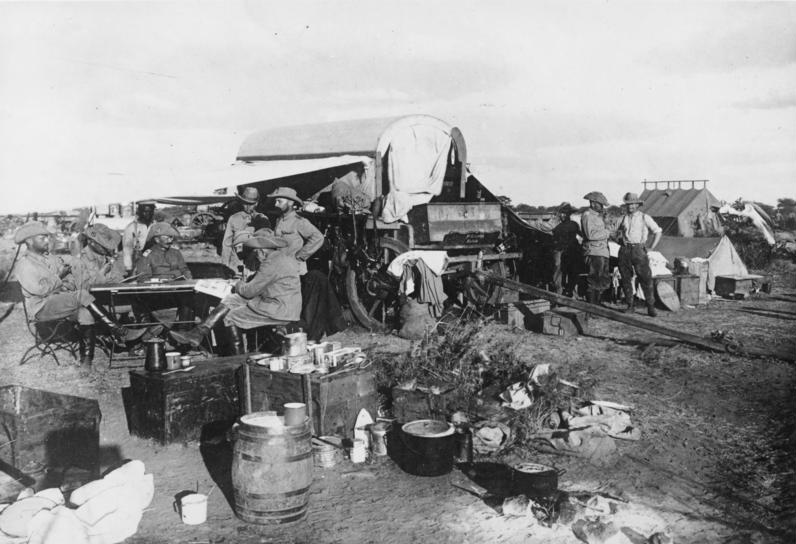
Stabswagen der deutschen Schutztruppe in Onjatu (März 1904)

Die 412 Mann starke Ostabteilung, bestehend aus meist unerfahrenen Männern, hatte den Auftrag, ein Gebiet in der Größe Bayerns zu sichern. Am 14. Februar marschierten die Einheiten aus Windhuk in Richtung Kampfgebiet ab. Doch sie erreichten nur gerade verlassene Siedlungen. Die Herero waren ihnen immer einen Schritt voraus. Schließlich entschloss sich von Glasenapp gegen den erhaltenen Befehl, den Spuren der Tetjo-Herero Richtung Westen zu folgen und nicht die Ostgrenze abzusperren.
Da das Versorgungslager der Ostabteilung aber in Gobabis war, wurden die Nachschubwege immer länger. Bei einem Versuch, die Rinderherden der Tetjo-Herero für sich in Besitz zu nehmen, geriet ein Kundschaftertrupp unter von Glasenapp in einen Hinterhalt. 70 Prozent der Patrouille (18 Mann) wurden getötet. Leutwein befahl die Abteilung am 11. März nach Okahandja, damit sie die Hauptabteilung beim Kampf gegen Maharero unterstützen könne. Später wurde der Befehl wieder geändert. Nun sollte die Ostabteilung Fühlung zu den Tetjos halten und dem ursprünglichen Befehl nachkommen, die Ostgrenze abzuriegeln.

#### April 1904
Eine größere Schlacht fand am 9. April statt, als Oberst Leutwein die rund 3000 Mann starke Hauptmacht der Herero bei Onganjira angriff und ihre Stellungen nach achtstündigem Gefecht bei Einbruch der Dunkelheit durchbrach. Auf deutscher Seite fielen zwei Offiziere und zwei Mann, daneben waren zahlreiche schwere Verwundungen zu verzeichnen. Auch Hauptmann Maximilian Bayer vom Oberkommando der Schutztruppe nahm an der Schlacht teil.
Zwei weitere Gefechte mit günstigen Ausgängen für die Deutschen fanden am 9. April bei Onganjira und am 12. April bei Oviumbo statt. Die Herero zogen danach in Richtung Waterberg ab.
Am 13. April bestand Leutweins Truppe bei Okatumba ein schweres zehnstündiges Gefecht und verlor dabei zwei Offiziere und sieben Reiter. Über die Opfer auf der Seite der Herero ist nichts bekannt. Ende April brachen bei der Kolonne Glasenapp Typhuserkrankungen aus, die eine hohe Zahl an Opfer forderten.

#### Mai 1904
Am 3. Mai 1904 wurde nach der Abberufung Oberst Theodor Leutweins als Oberkommandierender und Beschränkung auf das Amt des Gouverneurs, gegen den Protest führender Schutztruppenoffiziere, Adrian Dietrich Lothar von Trotha zum Oberkommandierenden von Deutsch-Südwest-Afrika mit dem Auftrag ernannt, den Aufstand der Herero niederzuschlagen. 1896 war Trotha bereits verantwortlicher Kommandeur bei der blutigen Niederschlagung der Wahehe-Rebellion in Deutsch-Ostafrika gewesen. Major Ludwig von Estorff, der spätere Kommandeur der Schutztruppe schrieb, „Wissmann, der ihn von Ostafrika her kannte, hatte sich seiner Ernennung widersetzt, aber er ward nicht gehört. Wie soll das in großen Verhältnissen werden, wenn sich schon jetzt solcher Mangel an Menschenkenntnis daheim offenbart.“

## Schlacht am Waterberg und Beginn des Völkermordes

Blick auf den Waterberg von der unteren Station aus, vor 1910

Am 11. und 12. August 1904 versuchte Trotha in der entscheidenden Schlacht am Waterberg, die versammelten Herero einzukesseln und zu vernichten. Dies gelang jedoch nicht, und ein großer Teil der geschlagenen Herero floh unter schweren Verlusten mit Angehörigen und Vieh nach Osten in die Omaheke-Wüste. Zu diesem Zeitpunkt kam es zu einem Konflikt zwischen Gouverneur Leutwein und Trotha. Ersterer wollte die Herero nun schonen und sie als Arbeitskräfte bei der weiteren Kolonialisierung des Landes einsetzen, Trotha hingegen wollte sie vernichten. Trotha setzte sich durch und riegelte die Omaheke ab, um eine Rückkehr der Herero zu verhindern, „da ich mit den Leuten weder paktieren kann noch ohne ausdrückliche Weisung Seiner Majestät des Kaisers und Königs will […]“. Major Ludwig von Estorff wurde angewiesen, mit seinen Truppen den Flüchtenden nachzusetzen und sie „[…] immer wieder von eventuell dort gefundenen Wasserstellen zu verjagen […]“.
Von Estorff berichtete später von diesem Einsatz: „Die Herero flohen nun weiter vor uns in das Sandfeld. Immer wiederholte sich das schreckliche Schauspiel. Mit fieberhafter Eile hatten die Männer daran gearbeitet, Brunnen zu erschließen, aber das Wasser ward immer spärlicher, die Wasserstellen seltener. Sie flohen von einer zur andern und verloren fast alles Vieh und sehr viele Menschen. Das Volk schrumpfte auf spärliche Reste zusammen […].“ Dieser Taktik rühmte sich noch 1907 der Generalstab in seinem Bericht: „[…] wie ein halb zu Tode gehetztes Wild war er von Wasserstelle zu Wasserstelle gescheucht, bis er schließlich willenlos ein Opfer der Natur des eigenen Landes wurde. Die wasserlose Omaheke sollte vollenden, was die deutschen Waffen begonnen hatten: Die Vernichtung des Hererovolkes.“

### Proklamation des Vernichtungsbefehls

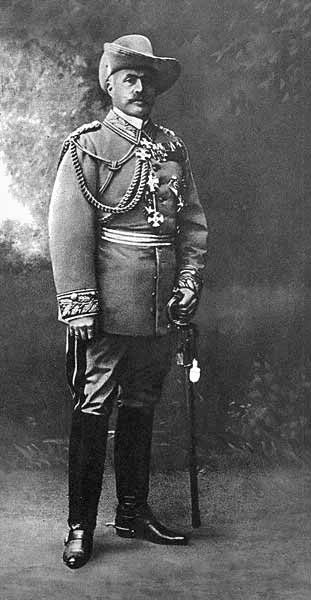
Lothar von Trotha um 1905

Letzte erhaltene Kopie von Lothar von Trothas Vernichtungsbefehl in Otjiherero, Nationalarchiv Botswana

Am 2. Oktober 1904 erließ General von Trotha eine Proklamation an das Volk der Herero, die später als „Vernichtungsbefehl“ bekannt wurde:

„Ich der große General der Deutschen Soldaten sende diesen Brief an das Volk der Herero. Die Hereros sind nicht mehr deutsche Untertanen. Sie haben gemordet und gestohlen, haben verwundeten Soldaten Ohren und Nasen und andere Körperteile abgeschnitten, und wollen jetzt aus Feigheit nicht mehr kämpfen. Ich sage dem Volk: Jeder der einen der Kapitäne an eine meiner Stationen als Gefangenen abliefert, erhält 1000 Mark, wer Samuel Maharero bringt, erhält 5000 Mark. Das Volk der Herero muss jedoch das Land verlassen. Wenn das Volk dies nicht tut, so werde ich es mit dem Groot Rohr dazu zwingen. Innerhalb der deutschen Grenze wird jeder Herero mit oder ohne Gewehr, mit oder ohne Vieh erschossen, ich nehme keine Weiber und Kinder mehr auf, treibe sie zu ihrem Volk zurück, oder lasse auf sie schießen. Das sind meine Worte an das Volk der Herero. Der große General des mächtigen Deutschen Kaisers“

Ergänzt wurde die Proklamation durch den nur der eigenen Truppe zu verlesenden Zusatz:

„Dieser Erlass ist bei den Appells den Truppen mitzuteilen mit dem Hinzufügen, dass auch der Truppe, die einen der Kapitäne fängt, die entsprechende Belohnung zuteil wird und dass Schießen auf Weiber und Kinder so zu verstehen ist, dass über sie hinweggeschossen wird, um sie zum Laufen zu zwingen. Ich nehme mit Bestimmtheit an, dass dieser Erlass dazu führen wird keine männlichen Gefangenen zu machen, aber nicht zu Grausamkeit gegen Weiber und Kinder ausartet. Diese werden schon fortlaufen, wenn zweimal über sie hinweggeschossen wird. Die Truppe wird sich des guten Rufes des Deutschen Soldaten bewusst bleiben.“

Aus dem Wortlaut dieses Befehls geht hervor, dass Trotha die Herero vertreiben und die innerhalb des deutschen Herrschaftsgebietes angetroffenen Herero erschießen lassen wollte. Aus einem Brief an den deutschen Generalstab vom 4. Oktober 1904, in welchem Trotha seine Absichten erläuterte, wird vor dem Hintergrund der konkreten historischen Situation nach der Schlacht am Waterberg jedoch deutlich, dass, in den Worten des Historikers Jürgen Zimmerer, „Vertreibung und Ermordung im Grunde deckungsgleich waren“.

„Es fragte sich nun für mich nur, wie ist der Krieg mit den Herero zu beendigen. Die Ansichten darüber bei dem Gouverneur und einigen „alten Afrikanern“ einerseits und mir andererseits gehen gänzlich auseinander. Erstere wollten schon lange verhandeln und bezeichnen die Nation der Herero als notwendiges Arbeitsmaterial für die zukünftige Verwendung des Landes. Ich bin gänzlich anderer Ansicht. Ich glaube, daß die Nation als solche vernichtet werden muß, oder, wenn dies durch taktische Schläge nicht möglich war, operativ und durch weitere Detail-Behandlung aus dem Lande gewiesen wird. Es wird möglich sein, durch die erfolgte Besetzung der Wasserstellen von Grootfontein bis Gobabis und durch eine rege Bewegung der Kolonnen die kleinen von Westen zurückströmenden Teile des Volkes zu finden und sie allmählich aufzureiben. In das Sandfeld (Omaheke) hinein die Hauptabteilungen der Nation mit den Kapitänen zu verfolgen, zu fassen und zu vernichten, ist im Augenblick nicht möglich. […] Ich habe gestern, vor meinem Abmarsch, die in den letzten Tagen ergriffenen Orlog-Leute, kriegsgerichtlich verurteilt, aufhängen lassen, und habe alle zugelaufenen Weiber und Kinder wieder in das Sandfeld unter Mitgabe der in Othiherero abgefassten Proklamation an das Volk zurückgejagt. […] Andererseits ist die Aufnahme der Weiber und Kinder, die beide zum größten Teil krank sind, eine eminente Gefahr für die Truppe, sie jedoch zu verpflegen eine Unmöglichkeit. Deshalb halte ich es für richtiger, daß die Nation in sich untergeht, und nicht noch unsere Soldaten infiziert und an Wasser und Nahrungsmitteln beeinträchtigt. Außerdem würde irgendeine Milde von meiner Seite von seiten der Herero nur als Schwäche aufgefaßt werden. Sie müssen jetzt im Sandfeld untergehen oder über die Betschuanagrenze zu gehen trachten. Dieser Aufstand ist und bleibt der Anfang eines Rassenkampfes, den ich schon 1897 in meinem Bericht an den Reichskanzler für Ostafrika vorausgesagt habe.“

### Der Umgang mit geflohenen Herero
Während der ersten Verfolgungsaktion längs der Grenze der Omaheke, die Trotha am 13. August 1904 befohlen hatte, wurden alle aufgegriffenen Männer sofort erschossen, und auch zahlreiche Erschießungen von Frauen und Kindern sind dokumentiert. Die Herero kannten zwar die Wege durch die Omaheke entlang der Wasserstellen. Um die vielen Menschen und Tiere auf der überstürzten Flucht zu versorgen, reichte deren Kapazität jedoch nicht aus. Die Deutschen orientierten sich ebenfalls am Verlauf der Trockenflüsse und den Wasserstellen und verwickelten die Fliehenden in Gefechte. Zwar konnten ihre Kontingente bei den geographischen und klimatischen Bedingungen keine wirksame Verfolgung leisten. Aber nach der Historikerin Gesine Krüger hatte Trotha bald erkannt, dass es ausreichen würde, den Gegner in das Sandfeld zu treiben, um ihn durch Durst und Entbehrungen zu „vernichten“. Ende August gingen die Deutschen erneut gegen die Herero vor, um sie von den Wasserstellen am Rand des Sandfeldes zu vertreiben. Verhandlungsangebote von Herero-Häuptlingen schlug Trotha aus. Eine Gruppe von 11 Großleuten der Herero wurde am 2. November 1904 in Ombakala bei Verhandlungen von Angehörigen der deutschen Schutztruppe erschossen. Wilhelm Maharero nannte später diesen Vorfall als Grund dafür, nicht mit den Deutschen zu verhandeln und stattdessen lieber auf britisches Gebiet zu flüchten. Nach Gesine Krügers Arbeit, versuchte Trotha seine Politik, das Sandfeld durch Patrouillen so weit wie möglich gegen Rückkehrer abzuschließen, bis zu seiner Abberufung im November 1905 durchzusetzen.
Eine zeitgenössische deutsche Darstellung beschrieb den Vorgang wie folgt:

„Nach kurzem Halt in Gegend Otjimbinde Ende August setzten die Hereros ihre Flucht nach Osten dem Eiseb- und nach Südosten dem Epukirorivier folgend fort, nur vereinzelt noch zum Kampfe gestellt. Erst im Westrande des Sandfeldes bei Epata und bei Otjimanangombe-Ganas stauten sich die dem Tode des Verdurstens geweihten Massen, von ihren voraneilenden Kapitänen verlassen.“

Am 8. Dezember 1904 erging der Gegenbefehl Kaiser Wilhelms II., dass Herero, die sich nicht an Krieg und Tötungen beteiligt hätten, Gnade zu erweisen sei. Einen Tag, bevor Trotha am 12. Dezember 1904 seinen „Vernichtungsbefehl“ zurücknahm, hatte er telegraphisch von Reichskanzler von Bülow die ausdrückliche Unterstützung dafür erhalten, die Herero zur Zwangsarbeit einzusetzen und hierfür geeignete Sammellager zu errichten. Der Plan wurde daraufhin umgesetzt, während der Krieg im Osten laut oben beschriebenem Geheimbefehl fortgesetzt wurde.
Afrikaner wurden weiterhin willkürlich erschossen, wenn man sie beschuldigte, gegen die Deutschen zu kämpfen. Es gab viele öffentliche Hinrichtungen durch den Strang, und Patrouillen holten nur wenige Überlebende aus dem Sandfeld. Die militärische Strategie der Deutschen machte es den Herero so gut wie unmöglich, die deutschen Linien zu durchbrechen. Ihnen blieb nur die Flucht Richtung Osten. Zusammen mit Samuel Maharero erreichten nur etwa 1500 Herero nach einem Todesmarsch durch die Omaheke das britische Protektorat Betschuanaland, wo sie sich niederließen. Eine unbekannte Anzahl Herero kam nach Norden durch, wo sie von den Ovambo aufgenommen wurden. Mehrere hundert Herero erreichten die britische Enklave Walvis Bay, wo sie interniert und dann nach Kapstadt deportiert wurden.
Ende 1905 wurde Friedrich von Lindequist Gouverneur Deutsch-Südwestafrikas. Er hatte den Posten nur unter der Bedingung angenommen, dass ihm die Schutztruppe unterstellt werden würde. Damit und mit Trothas Ablösung und Abreise am 19. November 1905 erhielt die Zentralverwaltung wieder ihre Entscheidungskompetenz über die gesamte Eingeborenenpolitik, ausgenommen rein militärische Fragen. Lindequist erlaubte den Rheinischen Missionaren Sammellager einzurichten, in denen sich schließlich 11.000 Menschen einfanden. Wie Chief Kaveriua Hoveka, Nachfahre von Nikanor Hoveka, berichtete, fiel den Herero die Entscheidung, sich in ein Lager zu begeben, nicht leicht: „Manche Leute sammelte man in den Lagern und andere lebten im offenen veld, weil sie Angst hatten, dass die Deutschen sie umbringen würden. In jenen Tagen wurden Leute umgebracht, [zum Beispiel,] wenn man sie im Busch oder an den vergifteten Wasserstellen antraf. Viele Leute hatten Angst, in die Lager der Kolonisatoren zu gehen“. Der Missionar Philipp Diehl gab an, viele hätten Angst gehabt, man werde sie umbringen, seien aber zugleich bereit gewesen, „zu sterben, nur um endlich Ruhe zu haben“.
Der Bericht des Generalstabes über die Ereignisse endete mit einem Zitat aus dem Bericht eines Mitkämpfers, der bereits am 15. November 1905 in einer deutschen Tageszeitung erschienen war:

„Die mit eiserner Strenge monatelang durchgeführte Absperrung des Sandfeldes vollendete das Werk der Vernichtung. […] Das Drama spielte sich auf der dunklen Bühne des Sandfeldes ab. Aber als die Regenzeit kam, als sich die Bühne allmählich erhellte und unsere Patrouillen bis zur Grenze des Betschuanalandes vorstießen, da enthüllte sich ihrem Auge das grauenvolle Bild verdursteter Heereszüge.
Das Röcheln der Sterbenden und das Wutgeschrei des Wahnsinnes […] sie verhallten in der erhabenen Stille der Unendlichkeit!“

## Aufstand der Nama

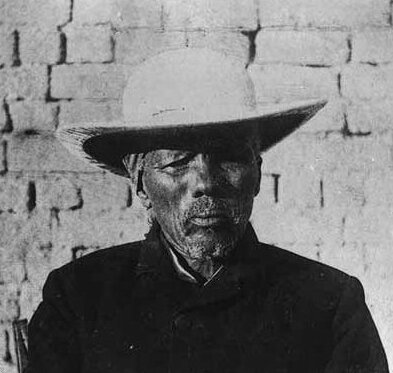
Hendrik Witbooi

Der sogenannte Aufstand der Nama (in der älteren Literatur auch „Aufstand der Hottentotten“) ist nicht so genau dokumentiert wie der Aufstand der Herero. Das hängt u. a. mit der mehr als sparsamen Berichterstattungspolitik des zuständigen kommandoführenden Oberst Deimling zusammen. Es fehlt noch ein Übersichtswerk mit genaueren Angaben. Tatsächlich handelte es sich zum Teil um Nama-, zum Teil um Orlam-Stämme; beide haben gemeinsame Wurzeln im Volk der Khoi Khoi.
Der Aufstand der Nama begann bereits im Juli 1904, als Jakob Morenga mit nur 11 Anhängern begann, deutsche Siedler zu überfallen und zu entwaffnen. Nach einem ersten Gefecht mit einer Abteilung der Schutztruppe am 30. August 1904 (auf deutscher Seite fielen ein Leutnant und zwei Soldaten, der Rest flüchtete) erhielt er schnell Zulauf. Zu einer ernsthaften Gefahr wurde der Aufstand aber erst, als Hendrik Witbooi seinen Schutzvertrag mit dem Deutschen Reich aufkündigte und zum allgemeinen Aufstand aufrief. Außer Hendrik Witboois und Morengas Leuten erhoben sich die Stämme der Fransmann-Nama unter Kapitän Simon Kooper, die „Rote Nation“ unter Manasse Noreseb, die „Feldschuhträger“ unter Hans Hendrik, die Bondelswart unter Johannes Christian sowie ein Teil der Bethanier unter Cornelius Frederiks. Ein anderer Teil der Bethanier und der Stamm von Berseba schlossen sich dem Aufstand nicht an. Die Stämme der Swartboois und Topnaars wurden von den Deutschen entwaffnet und interniert, bevor sie sich den Aufständischen anschließen konnten; ihre Kapitäne Lazarus Swartbooi und Jan Uixamab starben unter ungeklärten Umständen in deutscher Haft.

### Ende 1904
Am 3. Oktober 1904, unmittelbar nach Niederschlagung der Revolte der Herero und einen Tag nach der berüchtigten Proklamation, wechselten die bisher mit den Deutschen verbündeten Witbooi offiziell die Seite. Kapitän Hendrik Witbooi hatte den Deutschen an jenem Tag in einem Brief an den Bezirkshauptmann von Gibeon, Henning von Burgsdorff, den bestehenden Schutz- und Beistandspakt aufgekündigt und stattdessen eine offizielle Kriegserklärung ausgesprochen.
Hierzu schien ihn zum einen der Umstand zu ermutigen, dass die Kräfte der kaiserlichen Schutztruppe nach wie vor mit der Niederschlagung des Herero-Aufstands gebunden waren, zum anderen stand er mehr als wahrscheinlich unter dem Einfluss des undurchsichtigen Propheten Shepherd Stuurman, der als Anhänger der „Äthiopischen Bewegung“ ein rein afrikanisches Christentum ohne europäische Einflüsse predigte und auf einen „Krieg gegen die Weißen“ hinarbeitete. Burgsdorff wurde kurz darauf von einem Anhänger Witboois ermordet.
In einem späteren Brief an Gouverneur Leutwein begründete Hendrik Witbooi seinen Entschluss mit den zahlreichen Morden und Misshandlungen von Afrikanern durch deutsche Siedler. Unmittelbar nach dieser Erklärung wurde der rund 80 Mann starke Rest der Witboois, welche die Deutschen in der Schlacht am Waterberg unterstützt hatten, entwaffnet und interniert, später nach Kamerun und Togo deportiert.
Noch vollkommen überrascht meldete Leutwein am 8. Oktober, die Witboois, auf deren Treue vor allem der Gouverneur selbst gebaut hatte, wären in feindlicher Absicht aus Gibeon abmarschiert und hätten benachbarte Stationen angegriffen. Zusätzlich liefen Meldungen ein, dass Morenga weiterhin starken Zulauf erhielt.
Die Kriegsführung der Witbooi und Nama unterschied sich grundlegend von jener der Herero. Während die Herero die offene Feldschlacht suchten, operierten die Witbooi und Nama in Form einer Guerillataktik aus dem Hinterhalt heraus. Etwa 40 deutsche Siedler fielen den Angriffen der Nama zum Opfer. Frauen und Kinder der Siedler wurden in der Regel verschont, oft sogar bis zur nächsten deutschen Station geleitet. Dokumentiert ist das Angebot des Witbooi-Führers Samuel Isaak an den deutschen Kommandanten der Station Gibeon, allen Frauen und Kindern freies Geleit zur Lüderitzbucht zu gewähren.

### Anfang 1905
Die Schlacht von Stamprietfontein am 1. Januar 1905 zwischen Hendrik Witbooi und den Deutschen unter Major Johann Meister endete unentschieden, am 4. Januar gelang es deutschen Truppen nach 50-stündigem Gefecht bei Groß-Nabas, diese wichtigste Festung der Aufständischen zu erstürmen. Eine Gruppe von Ovambo-Arbeitern in Etaneno, südlich von Outjo, wurde von den Deutschen angegriffen. Dies führte zum fast völligen Stillstand der Zuwanderung von Ovambo-Arbeitern.

### Mitte 1905
Am 22. April rief Trotha in einer „Proklamation an das Volk der Hottentotten“, in Ergänzung seiner Vernichtungspolitik, die Nama auf, sich zu ergeben, und drohte ihnen offen mit dem Schicksal der Herero:

„An die aufständischen Hottentotten.
Der mächtige, große deutsche Kaiser will dem Volk der Hottentotten Gnade gewähren, daß denen, die sich freiwillig ergeben, das Leben geschenkt werde. Nur solche, welche bei Beginn des Aufstands Weiße ermordet oder befohlen haben, daß sie ermordet werden, haben nach dem Gesetz ihr Leben verwirkt. Dies tue ich Euch kund und sage ferner, daß es den wenigen, welche sich nicht unterwerfen, ebenso ergehen wird, wie es dem Volk der Hereros ergangen ist, das in seiner Verblendung auch geglaubt hat, es könne mit dem mächtigen deutschen Kaiser und dem großen deutschen Volk erfolgreich Krieg haben. Ich frage Euch, wo ist heute das Volk der Hereros, wo sind heute seine Häuptlinge? Samuel Maharero, der einst Tausende von Rindern sein eigen nannte, ist, gehetzt wie ein wildes Tier, über die englische Grenze gelaufen, er ist so arm geworden wie der ärmste der Feldhereros und besitzt nichts mehr. Ebenso ist es den anderen Großleuten, von denen die meisten das Leben verloren haben, und dem ganzen Volk der Hereros ergangen, das teils im Sandfeld verhungert und verdurstet, teils von deutschen Reitern getötet, teils von den Ovambos gemordet ist. Nicht anders wird es dem Volk der Hottentotten ergehen, wenn es sich nicht freiwillig stellt und seine Waffen abgibt. Ihr sollt kommen mit einem weißen Tuch an einem Stock mit Euren ganzen Werften und es soll Euch nichts geschehen. Ihr werdet Arbeit bekommen und Kost erhalten bis nach Beendigung des Krieges der große deutsche Kaiser die Verhältnisse für das Gebiet neu regeln wird. Wer hiernach glaubt, daß auf ihn die Gnade keine Anwendung findet, der soll auswandern, denn wo er sich auf deutschem Gebiet blicken lässt, da wird auf ihn geschossen werden, bis alle vernichtet sind. Für die Auslieferung an Ermordung Schuldiger, ob tot oder lebendig, setze ich folgende Belohnung. Für Hendrik Witboi 5000 Mark, Cornelius 3000 Mark, für die übrigen Führer je 1000 Mark.“

Im Gefecht von Leukop nahe der britischen Grenze wurde Morenga am 19. Mai von den Deutschen unter dem Befehl von Hauptmann Franz Siebert geschlagen. Viele Aufständische flüchteten daraufhin auf britisches Gebiet, kehrten jedoch einzeln wieder zurück.
Die Schlacht von Narus am Karebfluss fand vom 15. bis 17. Juni statt. Der Kampf zwischen den vereinten Verbänden von Jakob Morenga, dem „Schwarzen Napoleon“ (der Sohn einer Hererofrau und eines Nama), und Jan Hendrik gegen die deutschen Truppen endete mit Verlusten für die Deutschen. Friedensverhandlungen zwischen der Schutztruppe und Morenga sowie Cornelius Frederiks scheiterten erneut, da die Deutschen, verursacht durch Fehlkoordination, die Aufständischen während des Waffenstillstandes angriffen.
Jakob Morenga verwickelte die Deutschen am 3. Juli in ein Gefecht bei Wasserfall. Der Witbooi-Kapitän Sebulon wurde verfolgt.
Am 1. August besetzte der Nama-Kapitän Hendrik Witbooi mit seinen Truppen das Felsengebirge westlich von Gibeon. Am 5. August griff Abraham Morris die Schutztruppen in Wortel (Nomaos) an.

### Ende 1905
Cornelius Frederiks wurde am 3. September in der Schlacht von Ai-Ais geschlagen. Er zog daraufhin den Fischfluss hinab zum Oranje und von dort in die Großen Karasberge, wo er sich mit Morengas Truppen vereinigte.
In der Schlacht von Nubib, am 13. September in den Zarisbergen, kämpften die vereinigten Herero- und Namatruppen unter dem Oberbefehl des Hereroführers Andreas gegen die Schutztruppe unter Georg Maercker. Am selben Tag kam es in Guigatsis zu einem Gefecht zwischen Abraham Morris und den Deutschen.
In Nochas fand am 15. September eine Schlacht zwischen Jakob Morenga und Johannes Christian gegen die Deutschen unter Friedrich von Erckert statt. Nach dieser Schlacht zogen Morenga und Christian weiter gen Süden. Auf ihrem Weg zum Oranje griffen sie eine deutsche Nachschubkolonne in Naruchas, südwestlich von Kalkfontein-Süd (Karasburg), an.
Morenga und Christian zerstörten am 6. Oktober den deutschen Beobachtungsposten auf Jerusalem, südlich von Heirachabis. Von dort zogen sie zum Oranje, wo sie am 10. Oktober den Grenzposten Schuitdrift überfielen.
In der Schlacht von Hartebeestmund, nahe Pelladrift am Oranje gegen Jakob Morenga und Johannes Christian erlitten die Deutschen am 24. und 25. Oktober Verluste: Je drei Offiziere starben bzw. wurden verwundet, bei den Mannschaftsdienstgraden lagen die Verluste bei 14 Toten und 35 Verwundeten.
Am 29. Oktober starb Hendrik Witbooi im Kampf bei Fahlgras (Wasserstelle etwa 60 Kilometer westlich von Koës, heute Kleinvaalgras), als er und seine Männer versuchten, eine deutsche Transportkolonne zu überfallen. 15 Minuten nachdem er auf einem Pferd reitend angeschossen worden war, starb er. Mit ihm fiel auch ein Mitglied seiner Familie, Petrus Jod.
Die Witboois waren durch den Tod ihres Kapitäns so geschockt, dass sie sich Anfang 1906 geschlossen ergaben. Damit war die größte Gruppe der Rebellen aus dem Kampf ausgeschieden.
Am 2. November wurde dem „Rücktrittsgesuch“ des Generals von Trotha durch den Kaiser stattgegeben, am 19. November verließ er das Land. Nachfolger wurde Oberst Berthold von Deimling, nachdem zunächst Oberst Cai Theodor Dame die Leitung kommissarisch übernommen hatte.

### 1906
Am 1. Januar übernahm in Berlin General Helmuth von Moltke die Nachfolge Alfred von Schlieffens als Generalstabschef des deutschen Heeres.
Im März wurde Cornelius mit 200 Mann nach einer monatelangen Verfolgungsjagd durch eine Abteilung unter Hauptmann Richard D. Volkmann gestellt und aufgerieben. In der zweiten Jahreshälfte konnten auch die Bondelzwarts zum Aufgeben gebracht werden. Damit war bis auf den Franzmann-Kapitän Simon Kooper, der noch bis Anfang 1908 von englischem Gebiet aus weiterkämpfte, der Süden unterworfen.
Von Anfang an waren eine breite deutsche Öffentlichkeit sowie viele Abgeordnete aus verschiedenen Gründen gegen den Krieg. Am 13. Dezember kam es zu einem Eklat im Berliner Reichstag, den der bisherige Stellvertreter des Oberkommandierenden Oberst von Deimling ausgelöst hatte. Reichskanzler Bernhard Fürst von Bülow löste diesen auf Verordnung des Kaisers auf, nachdem die Abgeordneten die Bewilligung zusätzlicher Mittel für den Krieg in Deutsch-Südwestafrika mehrheitlich abgelehnt hatten.
Im Dezember wurde mit Unterstützung von Missionaren, die bereits während des Herero-Aufstands helfend und vermittelnd tätig waren, ein Friedensschluss in Ukamas mit den letzten auf Südwester Gebiet aufständischen Bondelzwarts vereinbart.

### 1907

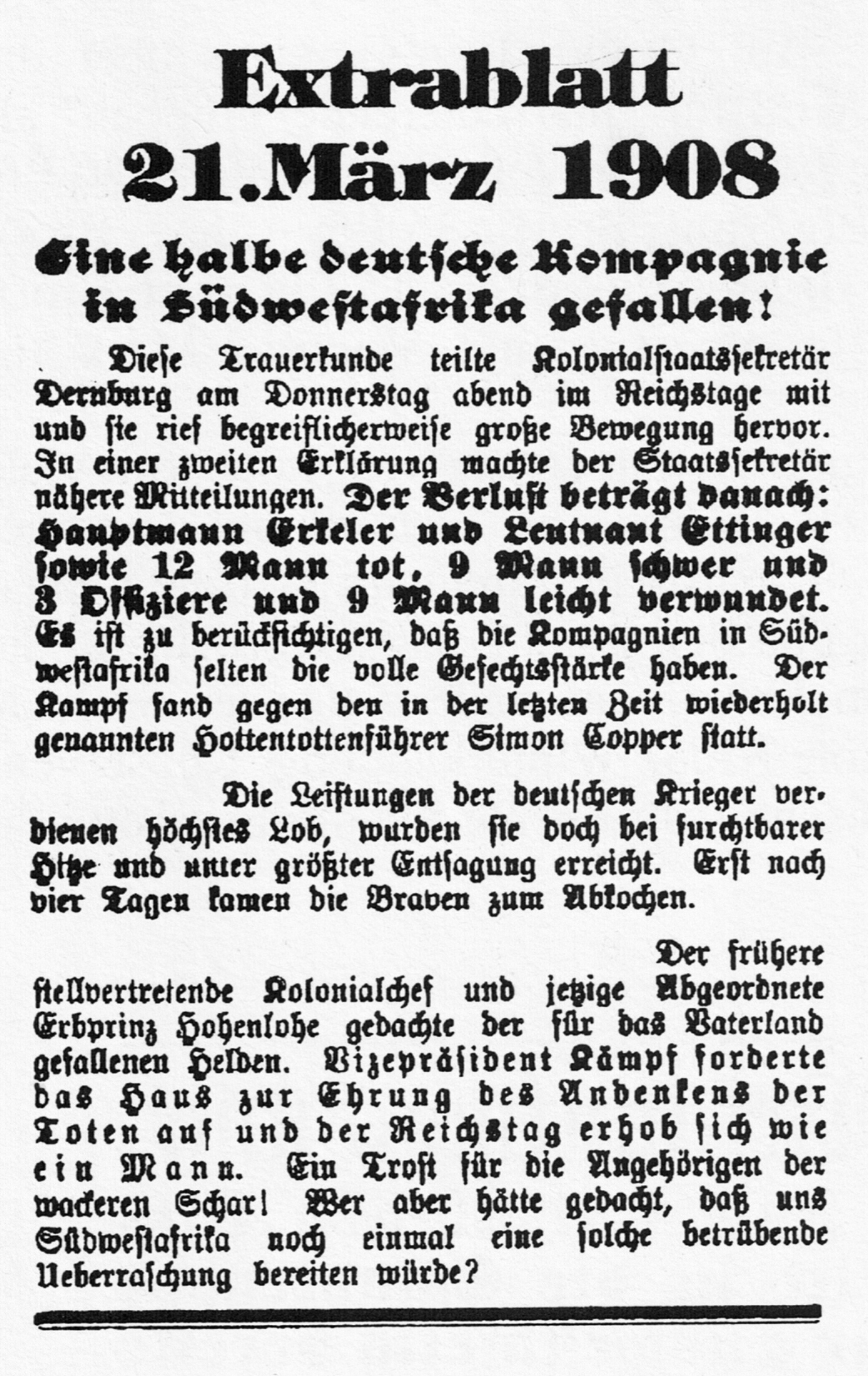
Extrablatt über die Verluste einer deutschen Kompanie im Kampf gegen Simon Kooper

Die Probleme der Schutztruppe bei der Bekämpfung des Aufstands führten zu einer Regierungskrise in Berlin und erzwungenen Neuwahlen des Reichstags (sog. Hottentottenwahlen am 25. Januar 1907).
Am 31. März 1907 wurde das offizielle Ende des Kriegszustandes bekanntgegeben. Morenga führte den Guerillakrieg weiter, bis er bei einem Gefecht mit Einheiten der britischen Kappolizei am 19. September 1907 bei Eenzamheid getötet wurde.

### 1908

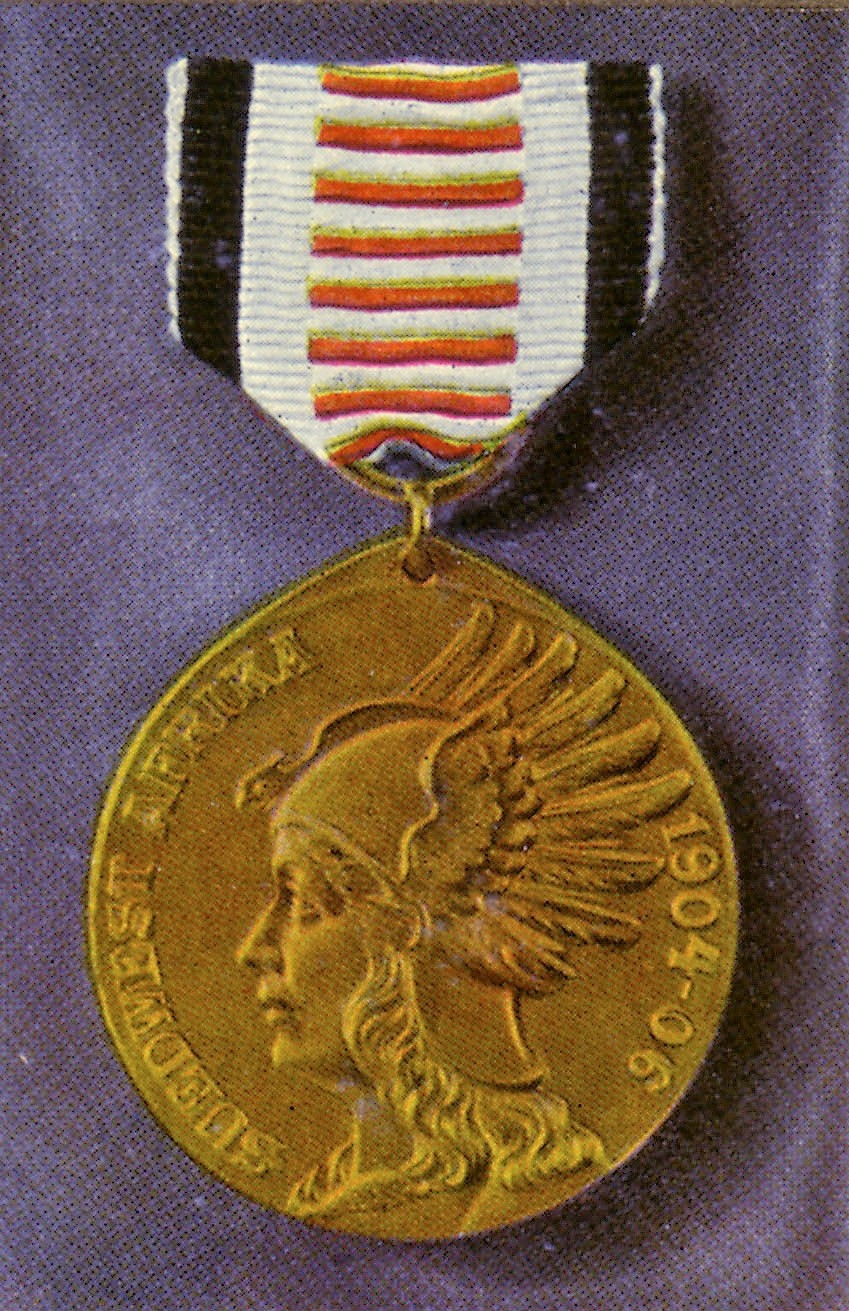
Südwestafrika-Denkmünze

Die noch verbliebenen aufständischen Nama unter Simon Kooper hatten sich bereits seit längerem tief in die Kalahari zurückgezogen, wo sie auch auf britisches Territorium wechselten. Wegen der Unzugänglichkeit der Wüste schienen sie dort unangreifbar, unternahmen aber immer wieder Überfälle ins umliegende Gebiet. Unter dem Kommandeur des Militärbezirkes Nord-Namaland, Hauptmann Friedrich von Erckert, wurde seit Oktober 1907 eine auf Dromedaren berittene Wüstenstreitmacht der Schutztruppe ausgebildet, mit der während der Regenzeit (Anfang 1908) ein entscheidender Feldzug gegen Kooper geführt werden sollte. Dromedare waren in der Schutztruppe von Anfang an versuchsweise verwendet, jedoch erst seit Anfang 1906 über den Tierhändler Carl Hagenbeck in großer Zahl beschafft worden. Am 16. März 1908 konnte die deutsche Schutztruppe unter Erckert auf Gebiet des britischen Protektorats Betschuanaland die Aufständischen unter Kooper in deren Lager einschließen und nach einem Gefecht die Überlebenden gefangen nehmen. Kooper selbst war am Vortag entkommen; Erckert fiel. Nach längeren Verhandlungen ergab sich Simon Kooper schließlich im Februar 1909 gegen Zusicherung von Straffreiheit und Zahlung einer niedrigen Rente den britischen Behörden.
Eine weitere Gruppe von Aufständischen unter Abraham Rohlfs, einem Unterführer Morengas, verübte im Dezember 1908 mehrere Überfälle auf deutsche Siedler und flüchtete dann Anfang 1909 auf britisches Gebiet. Die britische Polizei lieferte die Nama wenige Monate später an die Deutschen aus. Rohlfs und fünf seiner Leute wurden gehängt, die anderen ausgepeitscht und zu Kettenhaft verurteilt. Dies war das Ende des Krieges.
Als Dank und Anerkennung für die britische Unterstützung wurde die Südwestafrika-Denkmünze 92-mal mit Spange „KALAHARI 1907“ an Soldaten der „British Bechuanaland Protectorate Police Force“ verliehen und 13-mal ohne die Spange an weitere britische Staatsbürger.

## Konzentrationslager in Deutsch-Südwestafrika

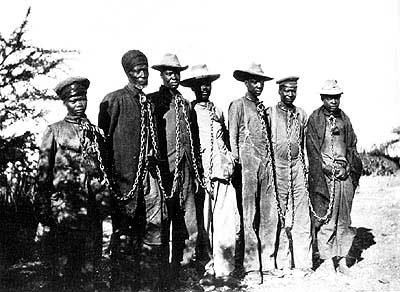
Gefangene Herero in Ketten

Gefangene Herero und Nama wurden von den Deutschen in eigens für sie errichtete Konzentrationslager gebracht. Die ersten dieser Lager wurden in den Jahren 1904/05 nach dem Vorbild der britischen Buren-Lager in Südafrika errichtet. Sie waren anfangs in Okahandja, Windhuk und Swakopmund; später wurden es mehr. Durch ständige Überbelegung, schlechte klimatische Bedingungen (Haifischinsel), schlechtes Trinkwasser und einseitige Ernährung breiteten sich Krankheiten wie Skorbut, Typhus und Ruhr in den Lagern schnell aus und forderten tausende Todesopfer. Gesunde Gefangene wurden zur Zwangsarbeit im Straßen-, Wege- und Bahnbau eingesetzt. Die Bedingungen waren dermaßen hart, dass nicht einmal die Hälfte der Gefangenen die Strapazen überlebten. Der Stabsarzt Hugo Bofinger injizierte Gefangenen auf der Suche nach einem Heilmittel gegen Skorbut verschiedene Substanzen, darunter Zitronensaft, Arsen und Opium und untersuchte dann die Effekte durch Autopsien nach dem Tod der Betroffenen.

## Reaktionen

### In der deutschen Öffentlichkeit
Insgesamt stieß das Morden in der deutschen Öffentlichkeit auf massive Kritik.
Wenige Tage nach dem Eintreffen der trothaschen Proklamation vom 2. Oktober 1904 in Berlin – der Postweg für amtliche Dokumente aus dem Sandfeld dauerte damals gute sechs Wochen – beschloss die Reichsregierung, dass die Proklamation zurückzunehmen sei. Dennoch sollte es noch bis Dezember dauern, bis alle beteiligten Behörden und Dienststellen, die im Kaiserreich vielfach wenig kooperierten, die gefassten Beschlüsse endlich umsetzten. Während der damaligen Debatten im Reichstag wurde die Kriegführung des Generals unter anderem von dem SPD-Führer August Bebel angeprangert: „Eine solche Kriegsführung kann jeder Metzgerknecht treiben, dazu braucht man nicht General oder höherer Offizier zu sein.“ In der Sitzung vom 2. Dezember 1905 verlas der sozialistische Abgeordnete Georg Ledebour Teile aus Trothas „Proklamation“ vom 2. Oktober 1904 (s. o.) und stellte fest, dass sie auf „die Vernichtung und Ausrottung der Eingeborenen“ hinauslaufe. Trotha, der zur Beendigung des Krieges „die Nation als solche vernichtet“ oder „aus dem Lande gewiesen“ sehen wollte (Brief an den Generalstab vom 4. Oktober 1904), wurde zur Umkehr gezwungen.
Trotha rechtfertigte sich unter anderem in der Deutschen Zeitung und deutete seine Ängste an, eine Niederlage wie Napoleon beim Rückzug aus Moskau 1812 (Schlacht an der Beresina) erleben zu müssen:

„Die Stämme Afrikas führen untereinander so lange Krieg, bis einer zerstört am Boden liegt. Dies mußte auch hier einmal geschehen. Daß ein Krieg in Afrika sich nicht nach den Gesetzen der Genfer Konvention führen läßt, ist selbstverständlich. Die Zurückweisung der Weiber von den Wasserstellen der Kalahari fiel mir sehr schwer. Ich stand aber vor einer Katastrophe für meine Truppe. Wenn ich die kleineren vorhandenen Wasserstellen den Weibern zugänglich machte, so gewärtigte ich in Afrika ein Beresina zu erleben.“

Der Gouverneur von Südwestafrika, Theodor Leutwein, mit dem Trotha nach eigenem Bekunden in ständigem Widerspruch lag, schrieb bereits am 28. Oktober 1904 an das Auswärtige Amt (Kolonial-Abteilung): „Diese Proklamation hat mich schließlich zur Absendung des oben erwähnten Telegramms veranlaßt, da ich der Ansicht bin, daß mit ihr in die Rechte des Gouverneurs eingegriffen worden ist.“ Und weiter: „Nach alledem was ich vorstehend dargelegt habe, bitte ich die hohe Abteilung mir nicht zu verargen, wenn ich eines Tages die Nachricht von meiner erfolgten Abreise sende.“ Leutwein kam sich „durchaus überflüssig“ vor.
Die Proklamation wurde zur Zerreißprobe zwischen der Landesverwaltung und der Militärführung. Daher schrieb Leutwein am 12. November 1904 erneut an das Auswärtige Amt (Kolonial-Abteilung):

„Aber eine Vernichtungspolitik braucht sie darum doch nicht zu werden, dies nicht aus Liebe zu den Eingeborenen, sondern aus Liebe zu unserer Sache. Denn ich halte eine Vernichtung der Eingeborenen zumal eines so lebenskräftigen Stammes wie die Herero wirtschaftlich für schädlich und militärisch für undurchführbar.“

Der Druck der Öffentlichkeit, nicht zuletzt der evangelischen Missionskirchen, wuchs. Der Generalstab in Berlin kam am 23. November im Sinne Leutweins zu der Überzeugung, dass der Plan Trothas nicht umzusetzen sei. Der Chef des preußischen Großen Generalstabes des Heeres in Berlin, General Alfred von Schlieffen, stellte den Beschluss an diesem Tag in einem Schreiben an Bernhard von Bülow (Reichskanzler seit dem 17. Oktober 1900) folgendermaßen dar:

„Es wird daher kaum etwas anderes übrig bleiben, als zu versuchen, die Hereros zur Übergabe zu veranlassen. Das wird erschwert durch die Proklamation des Generals von Trotha, der jeden Herero erschießen lassen will. Wenn durch eine neue Proklamation den Hereros, welche sich unseren Truppen stellen, das Leben zugesagt wird, so werden sie der neuen Zusage kaum trauen wollen. Es muß indes versucht werden.“

Tags darauf erhielt dann der Kaiser vom Kanzler einen Brief, dass die von Trotha geforderten Maßnahmen im Widerspruch zu den christlichen und menschlichen Prinzipien ständen und die „vollständige und planmäßige Ausrottung der Herero alles durch die Forderungen der Gerechtigkeit und der Wiederherstellung der deutschen Autorität gebotene Maß überschreiten.“ Zudem trage die Proklamation dazu bei, „dem deutschen Ansehen unter den zivilisierten Nationen Abbruch zu tun.“
Trotha musste die Proklamation und seinen Befehl am 9. Dezember 1904 auf ausdrücklichen telegraphischen Gegenbefehl des Generalstabes aus Berlin zurücknehmen. Er wurde angewiesen, mit Ausnahme der Rädelsführer das Leben der Herero zu schonen und die von den evangelischen Missionaren angebotene Vermittlungstätigkeit nicht zurückzuweisen. Im Hinblick auf die öffentliche Meinung distanzierte sich später auch die Reichsführung von Trotha. Der Kolonialpolitiker Paul Rohrbach hatte bereits am 7. Oktober 1904 mit Blick in die Zukunft festgestellt:

„Die Trothasche Proklamation wird uns bei aller Welt schaden und hier nicht das Mindeste nützen. Die Idee, daß die ‚Schuldigen‘, die Häuptlinge der Hereros, die Mörder der Weißen, je zur Bestrafung in unsere Hände fallen werden, dass das ganze Volk mit seinen Kapitänen je sich uns auf Gnade und Ungnade ergeben könnte oder dass wir jeden Herero einzeln im Sandfeld fangen werden, ist absurd. Wir können anstellen, was wir wollen, so werden wir doch nie darum herumkommen, zu irgendeiner Zeit von uns aus ein Ende mit dem Hererokrieg zu machen und die Hereros wieder heranzuziehen.“

Das Generalstabswerk aus dem Jahre 1906 unterschlägt die Maßnahmen vom 9. Dezember 1904 ebenso wie die Anordnung aus Berlin, die Kriegsanstrengungen im Osten (also in die Fluchtrichtung der Herero) fortzusetzen. Tatsache ist, dass der Große Generalstab zusammen mit dem Reichskanzler am 11. bzw. 12. Dezember 1904 in separaten Telegrammen mitteilte, dass die „Veröffentlichung des allerhöchsten Erlasses in deutscher Presse zur Zeit nicht beabsichtigt“ sei. Auch das Generalstabswerk von 1906 hielt sich noch an diese Anordnungen, obwohl zu diesem Zeitpunkt die Geschehnisse in Deutschland längst allgemein bekannt waren. Trotha antwortete auf die beiden Telegramme aus Berlin sogleich, dass er in Südwest „die Publikation nicht mehr verhindern könne“. Am 14. Dezember 1904 erhielt er „in Anerkennung seiner Tätigkeit als Kommandeur der Schutztruppe für Süd-West-Afrika bei Bekämpfung des Hereroaufstandes den königlichen Kronenorden 1. Klasse mit Schwertern am statutenmäßigen Bande.“
Leutwein, der mit Trotha unter keinen Umständen mehr etwas zu tun haben wollte und sich von der deutschen Regierung übergangen und ausgebootet sah, trat 1905 von seinem Amt als Gouverneur zurück.

### In Südafrika
Anfang 1918 veröffentlichte die südafrikanische Administration in Windhuk den Report on the Natives of South West Africa and their Treatment by Germany, auch bekannt als Blue Book (Blaubuch). Ziel der Veröffentlichung war es, deutsche Kolonialverbrechen zu dokumentieren, um den Anspruch Südafrikas auf die permanente Verwaltung Südwestafrikas zu stützen. Afrikanische Zeugenaussagen dokumentierten Vergewaltigungen, Misshandlung von Gefangenen und den Hungertod von Afrikanern.
Das Reichskolonialministerium 1919 reagierte seinerseits mit einem Weißbuch, das alle Verbrechen bestritt und argumentierte, dass die Briten die von ihnen kolonisierten Völker nicht anders behandeln würden. Nachdem der südafrikanischen Union 1920 die Verwaltung des Gebietes übertragen worden war, änderte sich die politische Agenda. Um die politische Integration der verbliebenen deutschen Siedler zu erleichtern, wurde 1926 auf Antrag August Stauchs durch die South West African Legislative Assembly beschlossen, das Blaubuch aus den Bibliotheken Südafrikas und Namibias zu entfernen und einzustampfen.
Die historische Forschung hat gezeigt, dass die Berichte über das brutale deutsche Vorgehen im Wesentlichen zutreffen und durch Quellen deutscher Zeitgenossen bestätigt werden. Jan-Bart Gewald und Jeremy Silvester betonen, dass die Intentionen der Briten und der Südafrikanischen Union nichts über den Wahrheitsgehalt des Berichts aussagen und die Dokumente des Blaubuchs für sich betrachtet werden müssten. Von besonderem Wert seien die afrikanischen Augenzeugenberichte. Reinhart Kössler betont dagegen die Interessen der Südafrikaner. Seiner Ansicht nach sollte das Blaubuch als Dokument verratenen Vertrauens gelesen werden, da die südafrikanische Verwaltung damit einen falschen Eindruck unter den afrikanischen Gemeinschaften Namibias erweckt habe. Statt Verbrechen der Vergangenheit zu sühnen, habe Südafrika vielmehr von Anfang an die bestehenden Strukturen des Siedlerkolonialismus genutzt und die weiße Landnahme massiv ausgedehnt.

### Durch die Vereinten Nationen
Durch die Vereinten Nationen wurde 1948 die Konvention über die Verhütung und Bestrafung des Völkermordes beschlossen. Eine offizielle Anerkennung des Genozids an den Herero und Nama besteht dadurch jedoch nicht; die Herero und Nama bemühen sich seit Jahrzehnten um eine Anerkennung vor den Vereinten Nationen.
Von besonderer Bedeutung in diesem Zusammenhang ist der 1985 veröffentlichte Whitaker-Report, der 1983 von der Unterkommission für Diskriminierungsprävention und Minderheitenschutz der UN-Menschenrechtskommission in Auftrag gegeben wurde. Der Bericht nannte explizit das Massaker an den Herero als Beispiel für Völkermord; diese scharfe Formulierung wurde aber nicht in den Resolutionsentwurf der Unterkommission eingearbeitet; vielmehr wurde der Whitaker-Bericht dankend zur Kenntnis genommen mit der Formulierung, dass zu den Erkenntnissen und Vorschlägen des Berichts gegensätzliche Meinungen geäußert worden seien.

## Der Völkermord und die Bundesrepublik Deutschland

### Politische Haltung der Bundesrepublik Deutschland

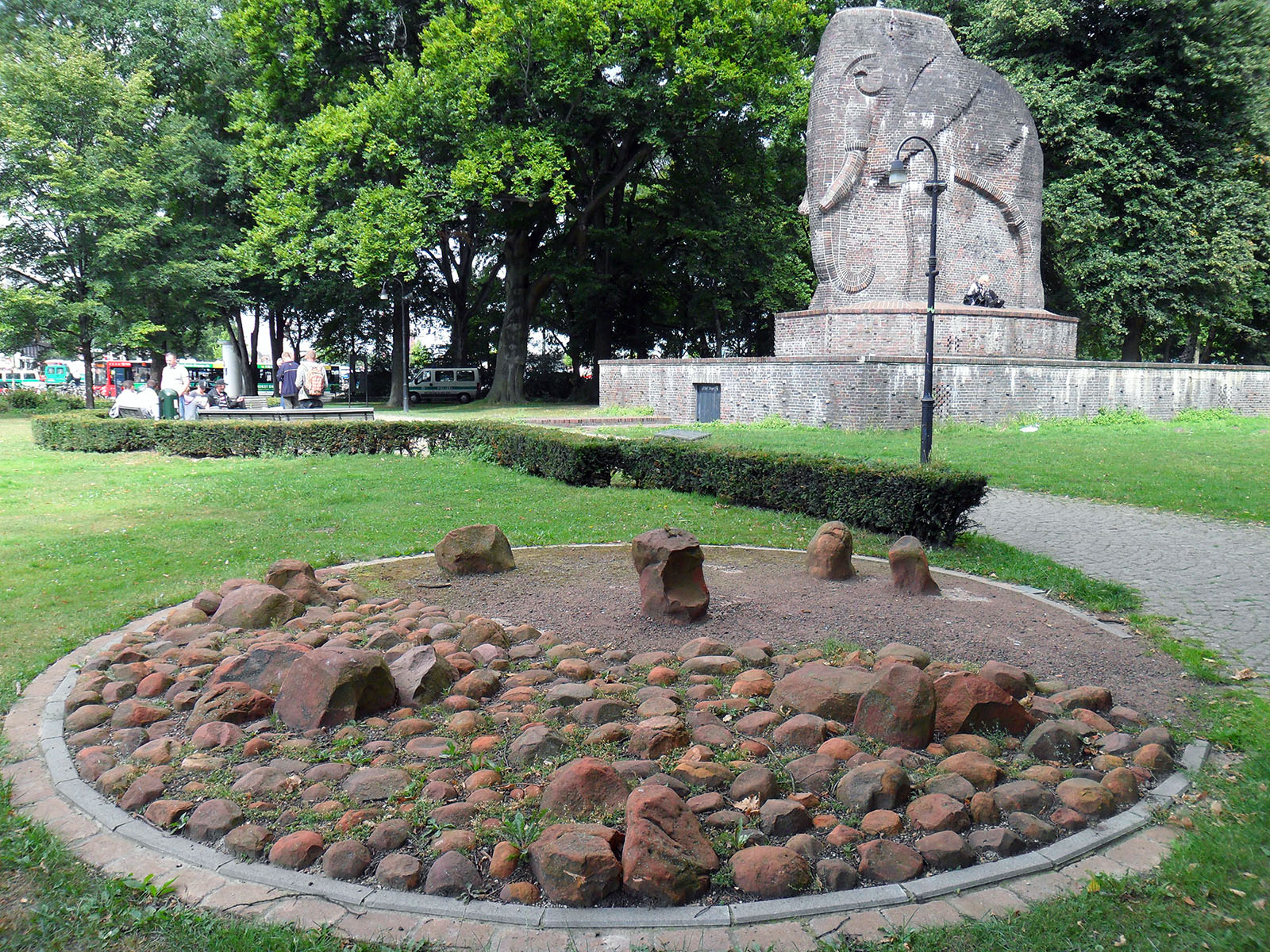
Gedenkstätte für die Opfer der Herero und Nama am Antikolonialdenkmal in Bremen

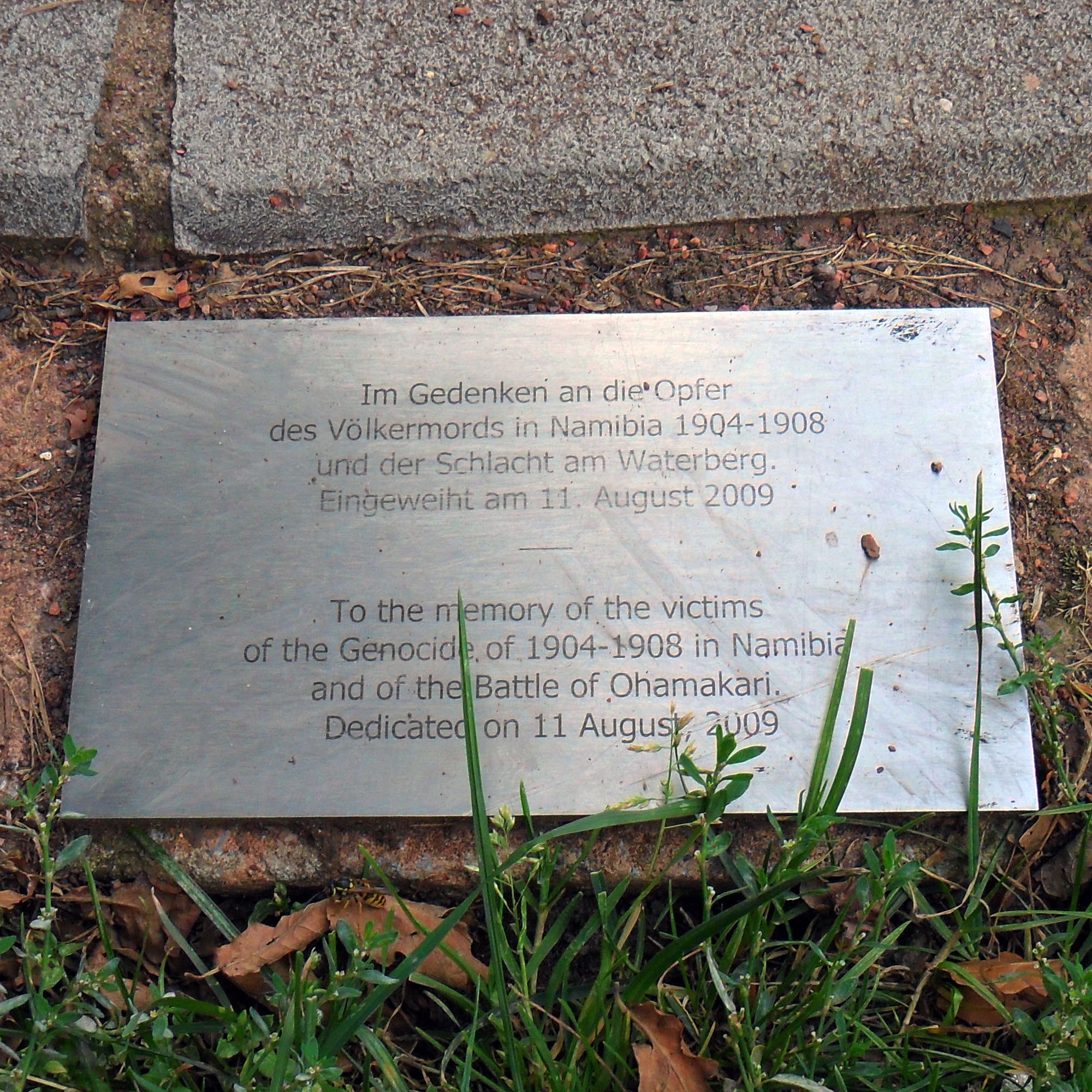
Schrifttafel an der Gedenkstätte

Bundeskanzler Helmut Kohl besuchte 1995 Namibia als erster deutscher Kanzler seit 1904. Er vermied dabei ein Zusammentreffen mit Hereroabgesandten. Die damalige deutsche Regierung und das Bundesaußenministerium bedauerten das Geschehene, wollten aber keine Verantwortung für die Geschehnisse zur Zeit des Deutschen Kaiserreiches übernehmen und verneinten einen Völkermord mit dem Hinweis, dass die UN-Völkermordkonvention nicht rückwirkend gelte. Sie verwies darauf, dass seit 1990 hunderte Millionen Euro Entwicklungshilfe für Namibia geleistet wurden (800 Millionen bis 2014). Allerdings wird diese vor allem durch die alleinregierende SWAPO der Ovambo verwaltet und gelangt daher kaum zu den Herero, die eine materielle Wiedergutmachung Deutschlands speziell für ihre Volksgruppe einfordern.
Repräsentanten der Herero argumentierten in der Vergangenheit, dass nach der vierten Haager Konvention von 1899 Repressalien gegen die Zivilbevölkerung der Verlierer schon damals untersagt gewesen seien. Laut Arte-TV vom 3. August 2004 verlangte ein Sprecher der Herero in Berlin von den Deutschen das Eingeständnis der Schuld und ein Bekenntnis zur kolonialen Vergangenheit. Er verwies auf die Holocaustmahnmale und sah sein Volk benachteiligt, da nirgends die Schlacht am Waterberg erwähnt werde.
Im Jahr 2009 wurde unweit des umgewidmeten Bremer Antikolonialdenkmals ein Erinnerungsort im Gedenken an die Opfer des Völkermords in Namibia 1904–1908 und der Schlacht am Waterberg im Nelson-Mandela-Park eingeweiht. Die Gedenkstätte besteht aus Steinen der Omahekewüste, in der zehntausende Herero verdursteten.

### Einschätzungen deutscher Historiker
Die Historikerin Gesine Krüger führte aus, dass die Behauptung, Trothas „Vernichtungsbefehl“ sei als Element psychologischer Kriegsführung zu verstehen, durch dessen eigene Aussagen und Befehle widerlegt werde, insofern er die „Vernichtung des Volkes“ anstrebte.
Reinhart Kößler und Henning Melber argumentieren, dass die ausdrückliche Intention der Täter ebenso wie die Folgen ihres Handelns, nämlich neben zigtausend Toten mindestens die Zerstörung des gesellschaftlichen Zusammenhangs und der selbständigen Lebensgrundlagen der betroffenen Herero- und Nama-Gruppen, den Tatbestand des Völkermordes erfüllen.

### Juristische Forderungen gegen die Bundesrepublik Deutschland und andere seit 2002
Im Jahr 2002 wurde vor einem US-Gericht von US-Anwälten der Kanzlei Musolino & Dessel im Auftrag der „Herero People’s Reparations Corporation“ (HPRC) des Hereroführers Kuaima Riruako, seit 2003 Parteivorsitzender der National Unity Democratic Organisation, und 199 einzelnen Herero Klagen in Höhe von zwei Milliarden US-Dollar eingereicht. Nachdem die HPRC bereits 1999 mangels Antragsberechtigung vor dem Internationalen Gerichtshof in Den Haag gescheitert war, erhoffte sie sich, auf diesem Wege den politischen Druck auf die Bundesrepublik zu erhöhen. Während die Klage vor dem District Court in Washington, D.C. gegen die Bundesrepublik Deutschland als mit dem Deutschen Reich völkerrechtlich identischer Staat daran scheiterte, dass sie aufgrund ihrer Staatenimmunität der Einleitung eines Verfahrens widersprechen konnte, ruhen die nach dem Alien Tort Claims Act eingeleiteten Verfahren gegen die Deutsche Bank (Rechtsnachfolgerin der Disconto-Gesellschaft), die Terex-Corporation und die Deutschen Afrika-Linien (Rechtsnachfolgerin der Woermann-Linie) seit der deutschen Ankündigung einer Versöhnungsinitiative im Jahre 2004.
Die juristische Betrachtung der Folgen der deutschen Kolonialherrschaft und des Herero-Aufstandes befindet sich bisher noch im Anfangsstadium. Neben den verfahrensrechtlichen Problemen, die insbesondere Klagen vor nationalen Gerichten bereiten, besteht grundsätzliche Unsicherheit schon im Hinblick auf die anwendbaren Regeln des materiellen Völkerrechts. Während ein Teil der deutschen Völkerrechtswissenschaft die heutige Anspruchsberechtigung der Herero vornehmlich unter Hinweis auf zeitgenössische Rechtsvorstellungen der europäischen Völkergemeinschaft verneint, meinen andere, die Völkerrechtswidrigkeit einzelner Aspekte der deutschen Kolonialherrschaft unter Rückgriff auf rechtstheoretische Erwägungen belegen zu können. Eine endgültige juristische Klärung könnte wohl nur Namibia durch eine Klage vor dem Internationalen Gerichtshof herbeiführen. Die Zulässigkeit eines solchen Verfahrens wäre allerdings ebenfalls problematisch.
Am 15. November 2007 richtete der namibische Außenminister Marco Hausiku ein Schreiben an den damaligen deutschen Außenminister Frank-Walter Steinmeier, das auf einen namibischen parlamentarischen Antrag zur Unterstützung der von den Herero geforderten Reparationen zurückgeht.

### Heidemarie Wieczorek-Zeuls Besuch am Waterberg 2004
Am 14. August 2004 nahm die damalige Bundesentwicklungshilfeministerin Heidemarie Wieczorek-Zeul an einer Gedenkfeier zum 100. Jahrestag in Okakarara am Waterberg teil, bei der unter anderem Szenen des Aufstands von Angehörigen der Herero nachgespielt wurden. Die Ministerin war die erste offizielle Vertreterin einer deutschen Regierung, die an einer Gedenkfeier zu den Ereignissen teilnahm. In einer Rede bekannte sie sich zur politischen und moralischen Verantwortung Deutschlands für das damalige Vorgehen der deutschen Truppen, mit den Worten: „Die damaligen Gräueltaten waren das, was heute als Völkermord bezeichnet würde […]. Wir Deutschen bekennen uns zu unserer historisch-politischen, moralisch-ethischen Verantwortung und zu der Schuld, die Deutsche damals auf sich geladen haben. Ich bitte Sie im Sinne des gemeinsamen ‚Vater unser‘ um Vergebung unserer Schuld.“ Hierauf gegründete Entschädigungszahlungen schloss sie jedoch aus; allerdings wolle die Bundesregierung die Entwicklungshilfe für Namibia in Höhe von jährlich 11,5 Millionen Euro fortsetzen.
Die Bundesregierung ging allerdings anschließend auf Distanz und ließ verlauten, dass Wieczorek-Zeul als Privatperson gesprochen habe.

### Entschuldigung der Familie Trotha 2004
Im November 2004 trafen sich Mitglieder der Familie Trotha mit dem Häuptling der Ovaherero, einer Gruppe des Herero-Volkes in Namibia, dem Nachkommen des damaligen Oberhäuptlings (Kapitän) Samuel Maharero, Ombara Alfons Maharero, in Ginsheim am Rhein, um sich zu entschuldigen. Eine gemeinsame schriftliche Erklärung wurde abgegeben, in der die Familie „als Bürger des heutigen Deutschlands und als Christen zusammen mit Ihnen, unseren Gästen aus Namibia, im ,Vater unser‘ den Herrn um Vergebung“ bat. Im Oktober 2007 reisten elf Mitglieder der Familie von Trotha auf Einladung des Hererohäuptlings nach Omaruru, um sich öffentlich für die Taten des Generals von Trotha zu entschuldigen und um Vergebung zu bitten.

„Wir schämen uns für die fürchterlichen Ereignisse, die sich vor einem Jahrhundert in Namibia abgespielt haben.“

### Rückgabe von Gebeinen 2011–2014 und 2018

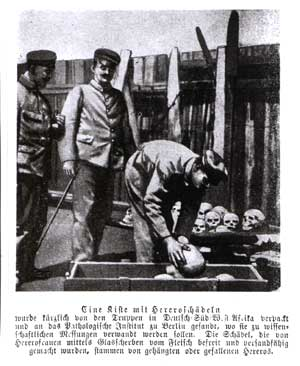
Beamte verpacken Schädel von Herero in Kisten für den Transport nach Berlin

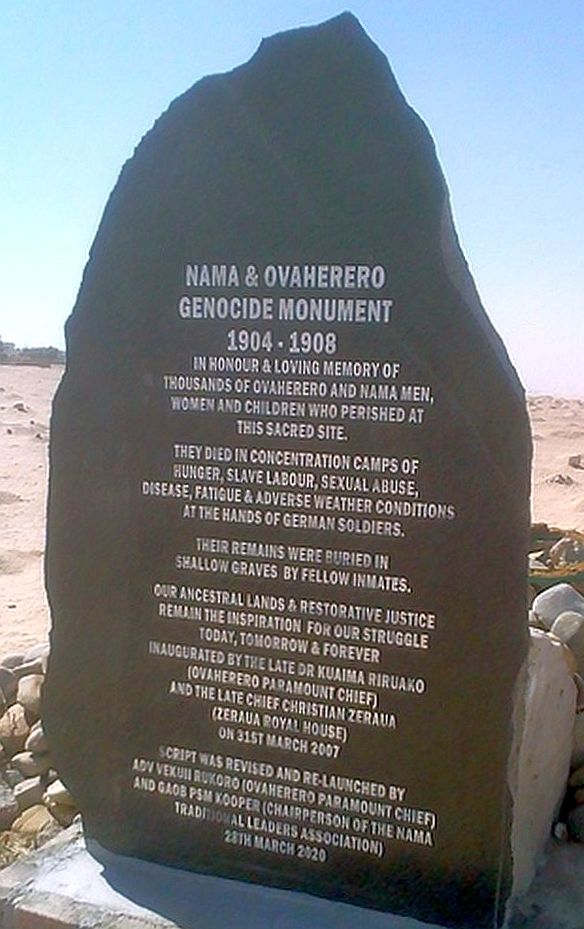
Gedenkstein am Gräberfeld beim städtischen Friedhof von Swakopmund (2020)

Im Jahr 2011 besuchte eine hochrangig besetzte Delegation aus Namibia Deutschland, um 20 Totenschädel von deutschlandweit geschätzten ca. 3000 Schädeln in der Berliner Charité zur Rückführung nach Namibia in Empfang zu nehmen. Diese Schädel waren seinerzeit nach Deutschland verbracht worden und konnten so nicht bestattet werden. Mitglieder der namibischen Delegation beklagten sowohl vor wie während des Besuches eine weitgehende Ignoranz durch die damalige Bundesregierung. Während der Übergabefeierlichkeiten der Totenschädel kam es zu einem Eklat, als die einzige anwesende offizielle Vertreterin der Bundesregierung, Staatsministerin Cornelia Pieper, vorzeitig die Veranstaltung verließ und den namibischen Minister so brüskierte. Anlass waren für sie Buhrufe aus dem Publikum wegen ihrer als unzureichend empfundenen Rede. Staatssekretärin Emily Haber erklärte später auf eine kleine Anfrage, dass die „aufgebrachte Stimmung und die konfrontative Grundhaltung einiger Teilnehmer“ Anlass für den Sicherheitsdienst der Charité waren, Pieper aus dem Saal zu führen.
Ebenfalls im Jahr 2011 wurden an der Universität Freiburg 14 Schädel als Herero-Schädel identifiziert, sie wurden 2014 in die Republik Namibia zurückgeführt.
Im August 2018 gab es eine weitere Übergabe von Gebeinen im Rahmen eines Gedenkgottesdienstes. Staatsministerin Michelle Müntefering übergab die Gebeine an die namibische Delegation.

### Entwicklung seit 2015

#### Forderungen durch Vertreter der Herero
Im Juli 2015 reisten Vertreter der Herero unter Führung von Vekuii Rukoro, zu der Zeit Paramount Chief of the OvaHerero, nach Berlin mit der Intention dem Bundespräsidenten eine von prominenten deutschen Politikern mitunterzeichnete Petition des Bündnisses „Völkermord verjährt nicht.“ zu überreichen. Zwar empfing der Bundespräsident die Gruppe nicht persönlich, das Dokument konnte jedoch einem Beamten seines Hauses übergeben werden. Das Dokument forderte den Bundespräsidenten, den Bundestag und die Bundesregierung auf:
- den Völkermord an den OvaHerero und Nama offiziell anzuerkennen;
- die Nachfahren der Genozidopfer förmlich um Entschuldigung zu bitten;
- sich für die Identifizierung und Rückgabe aller nach Deutschland verschleppten Gebeine von Menschen aus Namibia und anderen ehemaligen Kolonien einzusetzen;
- sich zu einem bedingungslosen und offenen Dialog über Versöhnungsmaßnahmen mit den Nachfahren der Genozidopfer und mit der namibischen Regierung bereit zu erklären.

Der Forderungskatalog sollte bis zum 2. Oktober 2015 umgesetzt werden, dem Tag, an dem sich Trothas Proklamation des Vernichtungsbefehls zum 111. Mal jährte.

#### Erstmalige Anerkennung als Völkermord
Am 9. Juli 2015 bezeichnete der Präsident des deutschen Bundestages Norbert Lammert die Kolonialverbrechen in einem Zeitungsbeitrag als Völkermord. Wer vom Genozid an den Armeniern 1915 im Osmanischen Reich spreche, der müsse auch die Verbrechen des deutschen Militärs gegen die einheimische Bevölkerung im ehemaligen Deutsch-Südwestafrika so bezeichnen. Der Historiker und Genozidforscher Medardus Brehl ordnete Lammerts Stellungnahme als „wichtiges Signal an die Herero-Gemeinschaft in Namibia“ ein. Bei einem Besuch in Namibia Anfang Oktober 2015 bekräftigte Lammert diese Position, machte aber zugleich deutlich, dass dies keine offizielle Erklärung im Namen der deutschen Regierung sei. Noch im selben Monat erkannte die deutsche Regierung erstmals auch in einem offiziellen Dokument des Auswärtigen Amts (AA) die Massaker an den Herero und Nama als Völkermord an, „der Vernichtungskrieg […] von 1904 bis 1908 [war] ein Kriegsverbrechen und Völkermord“. Die Bundesregierung schränkte jedoch ein: „Die UN-Völkermordkonvention ist nicht rückwirkend anwendbar. Dennoch kann in einer historisch-politisch geführten öffentlichen Debatte die Definition nach der Völkermordkonvention als Maßstab für eine nicht rechtliche Einschätzung eines historischen Ereignisses als Völkermord dienen. Die Bundesregierung ist der Auffassung, dass sich aus dieser historisch-politischen Verwendung des Begriffes ‚Völkermord‘ keine Rechtsfolgen ergeben.“ Abgesehen davon war nach Klarstellung des AAs eine gemeinsame Erklärung der Regierungen und Parlamente Deutschlands und Namibias geplant, in der die Massaker ausdrücklich als Völkermord bezeichnet werden. Rein rechtlich sind die damaligen Geschehnisse nach Einschätzung des Wissenschaftlichen Dienstes des Deutschen Bundestages aber nicht als Völkermord anzusehen.

#### Dialog um Verhandlungen zu Vorbereitungen der Aufarbeitung und Versöhnung
Für die Vertreter der Herero blieben ungeachtet der Anerkennung wichtige Fragen jedoch weiterhin offen. Neben der Anerkennung als Völkermord sind dies die offizielle Entschuldigung der deutschen Regierung, die Rückgabe aller menschlichen Überreste aus deutschen Sammlungen sowie Versöhnungsmaßnahmen einschließlich der Zahlungen von Reparationen. Zum Ablauf der Frist für die Umsetzung des Forderungskataloges verurteilte Rukoro am 1. Oktober 2015 bei einer Pressekonferenz am Ort der Proklamation des Vernichtungsbefehls die Untätigkeit der deutschen Regierung. Insbesondere moniert wurde, dass die deutsche Regierung ausschließlich mit der namibischen Regierung, nicht aber auch mit Vertretern von Opferorganisationen verhandle. In Deutschland wurde dieser Aspekt mit einer Kampagne des Bündnisses „Völkermord verjährt nicht.“ unter dem Titel „Not about us without us!“ betont, bei der vom 12. bis 15. Oktober Delegierte von Herero-Organisationen in Deutschland Gespräche führten und an Veranstaltungen teilnahmen.
Ende 2015 wurden von Namibia und Deutschland Sondergesandte ernannt, die die Vergangenheit aufarbeiten sollen. Für Deutschland übernahm dies Ruprecht Polenz, Namibia wurde durch Zedekia Ngavirue (1933–2021) vertreten. Eine gemeinsame Versöhnungserklärung sollte ursprünglich bis Ende 2016 erarbeitet und von beiden Parlamenten bestätigt werden. Die Herero sahen sich jedoch nicht genug in den Prozess involviert.
Anfang Juli 2016 wurde Polenz bei seinem zweiten Besuch in Namibia das Stellungspapier der namibischen Regierung vorgelegt. Gleichzeitig überreichte er dem namibischen Staatspräsidenten ein Schreiben von Bundespräsident Joachim Gauck. In diesem Rahmen unterstrich der deutsche Botschafter für Namibia, Christian Matthias Schlaga, dass eine finanzielle Direktentschädigung ausgeschlossen sei. Vielmehr wolle man im Rahmen von Entwicklungsprojekten den Volksgruppen helfen.
Direkte Verhandlungen der Herero mit der deutschen Regierung, wie sie Vekuii Rukoro forderte, lehnten Polenz wie auch Botschafter Schlaga für die Bundesregierung ab. Am 24. November 2016 gab es ein Gespräch zwischen Polenz und Schlaga auf deutscher Seite und Vertretern der OvaHerero (Ovaherero Genocide Foundation) und der Nama (Nama Genocide Technical Committee), darunter die Parlamentsabgeordnete Ida Hofmann und der stellvertretende Minister für Landreform Bernadus Clinton Swartbooi. Einige Vertreter der Herero und Nama verließen wegen angeblicher Respektlosigkeit auf deutscher Seite verärgert das Treffen und behaupteten, dass Polenz einen Kommentar abgegeben habe, man solle aufhören die Vorfälle in Namibia mit anderen Genoziden zu vergleichen, weil nur eine kleine Anzahl von Herero und Nama getötet worden sei. In einer Erklärung der deutschen Botschaft in Namibia wurde diese Darstellung relativiert, dass sich Polenz gegen Bestrebungen gewandt habe, den Genozid in Namibia mit anderen Verbrechen gegen die Menschlichkeit zu vergleichen, speziell mit dem Holocaust.

#### Prozess in New York
Anfang Januar 2017 reichten Vertreter der Ovaherero und Nama in New York eine Sammelklage gegen die Bundesrepublik Deutschland ein. Sie fordern Entschädigungszahlungen von der Bundesregierung. Außerdem verlangen Ovaherero Paramount Chief Vekuii Rukoro und Nama-Kaptein David Fredericks, dass die rechtmäßigen Vertreter der Ovaherero und Nama-Clans Verhandlungen mit der Bundesregierung einbezogen werden.
Nachdem die Bundesregierung im Januar 2018 die Klagezustellung annahm und eine Motion to Dismiss for Lack of Subject-Matter Jurisdiction einreichte, haben die Kläger eine 96-seitige zweite Fassung der Klageschrift am 14. Februar 2018 dem Gericht vorgestellt. Die Bundesregierung reagierte darauf mit einem erneuten am 13. März eingereichten 25-seitigen Motion to Dismiss. Darauf antworteten die Kläger am 25. April 2018 mit einem Memorandum of Law samt Anlagen. Die Bundesregierung reichte am 8. Mai ein Reply dazu ein, im Mai 2018 wurde in New York erneut verhandelt.
Die Klage wurde Anfang März 2019 abgewiesen. Wenige Tage später wurde Berufung dagegen eingelegt.
Anfang Juni 2021 hat der Oberste Gerichtshof der Vereinigten Staaten eine Anhörung zur möglichen Wiederaufnahme des Verfahrens gegen Deutschland abgelehnt. Bereits im September 2020 wurde die Immunität Deutschlands als unantastbar von einem Gericht bezeichnet.

#### Weitere Entwicklung zur Aufarbeitung und Aussöhnung
Im November 2017 berichteten u. a. die Namibian Sun und die Deutsche Welle unter Berufung auf den namibischen Politiker Kazenambo, dass die Bundesregierung am 27. Juni 2017 über Botschafter Schlaga die Forderung aufgestellt haben soll, dass der Genozid künftig mit dem englischen Wort atrocities (dt.: Gräueltaten) bezeichnet werden solle. Das Auswärtige Amt verweigerte bisher eine Stellungnahme zu den Aussagen Kazenambos.
Im März 2019 wurde durch sechs Experten unter der Schirmherrschaft der deutschen Nichtregierungsorganisation European Center for Constitutional and Human Rights die Gründung einer Wahrheitskommission zur Aufarbeitung des Völkermords vorangetrieben.
Unbestätigten Berichten zufolge habe Deutschland im August 2020 Namibia eine Entschädigung von 10 Millionen Euro angeboten, die der namibische Präsident Hage Geingob jedoch mit der Bemerkung, die Höhe dieser Entschädigungszahlungen sei „eine Beleidigung für Namibia“, abgelehnt haben soll. Schon mindestens zwei Jahre zuvor war hingegen von deutscher Seite von einem Milliarden-Eurobetrag als Wiedergutmachung die Rede. Laut offizieller Stellungnahme von Namibias Staatspräsident Hage Geingob am 11. August 2020 gebe es große Fortschritte in den Verhandlungen. Konkrete Geldbeträge wurden nicht genannt.
Im Mai 2021 wurden die Gespräche mit einem Abkommen abgeschlossen. Demnach werde sich Bundespräsident Frank-Walter Steinmeier vor der Nationalversammlung Namibias förmlich entschuldigen. Wiedergutmachung werde in Form von Sozialprojekten in den historischen Siedlungsgebieten geleistet. Der erfolgreiche Abschluss der Gespräche wurde am 28. Mai 2021 vom deutschen Außenminister Heiko Maas bestätigt. „Als Geste der Anerkennung des unermesslichen Leids, das den Opfern zugefügt wurde“, sagte Maas stellvertretend für die deutsche Bundesregierung finanzielle Wiederaufbau- und Entwicklungshilfen in Höhe von 1,1 Milliarden Euro über 30 Jahre an Namibia und die Nachkommen der Opfer zu. Vereinbart wurde, mit dem Geld neben dem Ausbau der ländlichen Infrastruktur und Landwirtschaft auch die Berufsbildung in den Siedlungsgebieten der Herero und Nama zu fördern.
Das unveröffentlichte Abkommen wurde umgehend vom – intern umstrittenen – Paramount Chief Vekuii Rukoro der Ovaherero sowie zahlreichen Oppositionsparteien abgelehnt. Andere traditionelle Führer der Herero hingegen übten konstruktive Kritik und begrüßten einzelne Punkte des Abkommens, verlangten aber eine deutlich höhere Wiedergutmachung von 71 Milliarden Euro. Staatspräsident Hage Geingob begrüßte hingegen die Ankündigung Deutschlands. Der OvaHerero/OvaMbanderu and Nama Council for the Dialogue on the 1904-1908 Genocide (ONCD 1904–1908), der aktiv in die Verhandlungen involviert war, kündigte Anfang Juni 2021 die Unterzeichnung des Abkommens an.
Der namibische Vizestaatspräsident Nangolo Mbumba bestätigte am 4. Juni den erfolgreichen Abschluss der Verhandlungen. Vier Tage später verkündete die namibische Premierministerin Saara Kuugongelwa-Amadhila vor der Nationalversammlung, dass das vorliegende Abkommen unterschrieben wird und anschließend vom Parlament ratifiziert werden müsse. Es sei mit direkter Einbeziehung der betroffenen Gemeinschaften zu Stande gekommen. Im Januar 2022 überreichten Opfervertreter erneut eine Petition an Deutschland, wonach sie die Neuaufnahme der Gespräche unter direktem Einbezug der Volksgruppen verlangten.
Im Januar 2023 reichten Vertreter der Herero und Nama eine Klage gegen die namibische Regierung am Windhoeker Obergericht ein. Sie fordern, dass die gemeinsam von Deutschland und Namibia ausgearbeitete Versöhnungserklärung als verfassungswidrig erklärt werden soll.
2024 wurde der 28. Mai als Völkermord-Gedenktag zu einem Feiertag ernannt.
Im November 2024 kündigten beide Verhandlungsseiten die letzte Runde der Gespräche an und stellten ein Abkommen, dass alle bisher offenen Fragen und Probleme abdecke, in Kürze in Aussicht. Diese Ankündigung wurde erneut umgehend von einigen Vertretern der betroffenen Volksgruppen abgelehnt. Das Abkommen soll (Stand Januar 2025) noch vor März 2025[veraltet] unterzeichnet werden.

## Künstlerische Darstellungen

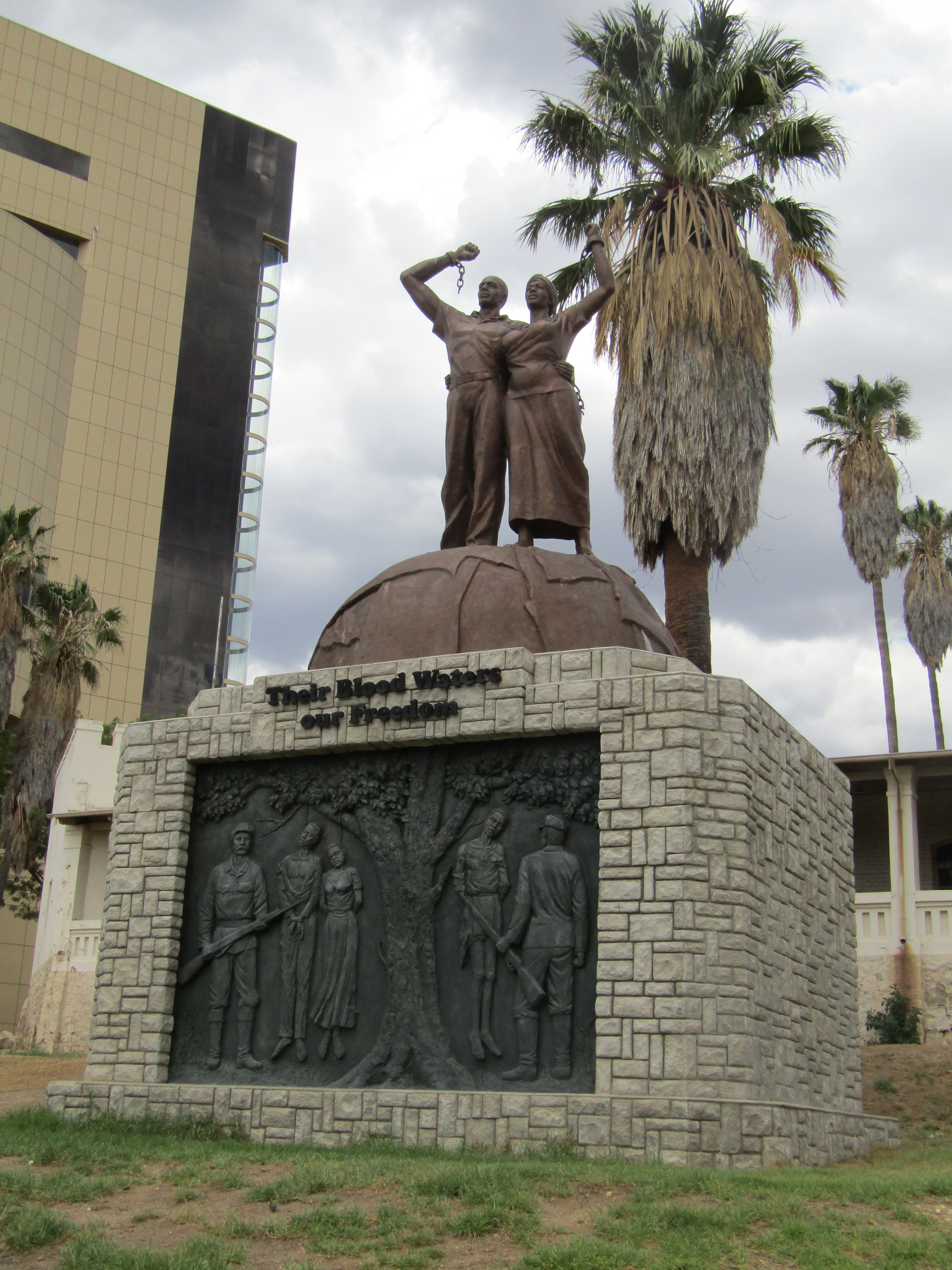
Völkermorddenkmal in Windhoek (2016)

Der Aufstand und die Ereignisse in seinem Gefolge sind häufig Thema nicht nur von Sachbüchern und wissenschaftlichen Arbeiten, sondern auch belletristischer Literatur geworden.
Die ersten Werke erschienen noch zu Zeiten des Krieges selbst, so zum Beispiel 1906 Gustav Frenssens Peter Moors Fahrt nach Südwest. Kurz nach Ende des Krieges beschrieb der als Generalstabsoffizier an der Niederschlagung des Aufstandes beteiligte Maximilian Bayer die Ereignisse aus kolonialistischer Sichtweise in Sachbüchern und Romanen unter dem Pseudonym „Jonk Steffen“. Ein Roman der neueren Kolonialapologie ist Südwest. Ein afrikanischer Traum von Alfred E. Johann aus dem Jahr 1984. Die Handlung vermittelt ausschließlich den Standpunkt deutschstämmiger Farmer und spricht die Schutztruppe vom Vernichtungsvorwurf frei.
Uwe Timms Morenga von 1978 hingegen wandte sich hin zu einer postkolonialen Darstellung, nimmt aber eine deutsche Perspektive ein, ebenso wie Gerhard Seyfrieds Herero von 2003. Beide Bücher orientieren sich möglichst eng an Fakten. 2015 erschien Der lange Schatten, ein Krimi von Bernhard Jaumann, der sowohl den Aufstand als auch die Rückgabe der in Deutschland gelagerten Schädel nach Namibia in den Jahren 2011 bis 2014 thematisiert.
Filmisch nahm sich 1976/77 die deutsche Fernsehserie „Omaruru“ der Kolonialzeit in Namibia an, in diesem Rahmen wurde auch der Aufstand thematisiert. Unmittelbarer auf den Völkermord zielt der deutsche Dreiteiler Morenga von 1985, eine Verfilmung des Romans von Uwe Timm.
In Windhoek erinnert, vor der Alten Feste und am zweiten Standort des Reiterdenkmals, seit März 2014 ein offizielles Denkmal an den Völkermord.
2023 erschien das Historiendrama Der vermessene Mensch, der die Geschichte eines Berliner Ethnologen erzählt, der während des Krieges Kulturgüter und Menschenschädel raubt. Der Verein Schwarze Filmschaffende e. V. warf dem Film vor, diskriminierende Erzählformen zu reproduzieren und in einem kolonialen Blick zu verharren. Die Anfang 2024 in Zusammenhang mit dem Völkermord erschienene NDR-Dokumentation Deutsche Schuld wurde durch den NDR-Rundfunkrat als Verstoß gegen den Rundfunkstaatsvertrag bewertet und anschließend aus sämtlichen Programmen und Angeboten genommen. Als Grund wurde angegeben, die Dokumentation sei nicht ausreichend recherchiert gewesen.

## Filme
- Unter Herrenmenschen, Arte, Deutschland 2018, Erstausstrahlung am 7. Januar 2020. (Infos zur Dokumentation)
- Der vermessene Mensch (Spielfilm), Deutschland 2023.